# Chalet californiano

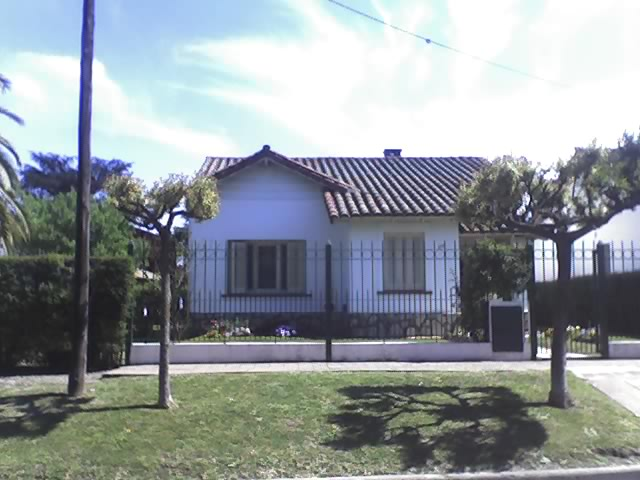
Ejemplo de «chalet californiano» ofrecido a mediados del por el Banco Hipotecario Nacional de Argentina. Esta vivienda se encuentra en el Partido de Merlo, municipio ubicado en el segundo cordón del conurbano bonaerense, extrarradio obrero de la capital de Argentina.

Chalet californiano es el nombre con el que se conoce en Argentina a la vivienda unifamiliar de estilo neocolonial español o neoandaluz, según el caso, que se dio particularmente en California, Estados Unidos desde 1915 hasta la década de 1930. Esta versión californiana del estilo fue ampliamente abrazada por las estrellas de Hollywood de la época, lo que le otorgó una gran difusión. En Argentina fue especialmente conocida dado que el Estado se inspiró en ella para algunos planes de vivienda social desde 1934 hasta 1955.
Actualmente, el diseño de vivienda seriada del sur de California y Florida reproduce las características más evidentes de este movimiento temprano. Las icónicas tejas de terracota y las paredes blancas se han convertido en el diseño estándar para la nueva construcción en estas regiones desde la década de 1970 hasta el presente.

## Historia

### Etapa anterior: estilo neomisión (1890-1915)
El resurgimiento del estilo Misión ya había sido popular en California, especialmente desde 1890 a 1915, y había sido desarrollado particularmente en escuelas y estaciones ferroviarias. No obstante, su fuente de inspiración era reducida, dado que a la hora de diseñar viviendas debía inspirarse en las iglesias y monasterios que habían quedado de la época de las misiones españolas de sacerdotes franciscanos en California. Más concretamente, estas misiones se habían dado en Alta California, antigua provincia que pertenecía al Virreinato de Nueva España. Las mismas habían sido establecidas entre 1769 y 1823 de manera muy rudimentaria, dado los escasos materiales y conocimientos constructivos tanto de los misioneros como de los indígenas. Más tarde, la Intervención estadounidense en México culminó con la Cesión mexicana de territorio a Estados Unidos. Por eso, desde 1848, lo que era Alta California pertenece a dicho país del norte. El actual estado de California (fundado en 1850) apenas ocupa un tercio de lo que ocupaba Alta California, quedando el resto del territorio repartido entre otros estados de Estados Unidos. Debido a ese carácter tan elemental de estas construcciones erigidas durante las misiones, cuando se desarrolló la recreación del estilo Misión desde 1890 a 1915, algunas casas fueron diseñadas con torres (como si fueran campanarios) y las paredes podían extenderse por encima de la línea del techo, con gabletes curvilíneos. A su vez, también incorporaban largos corredores con arcos o soportales (a imagen de los monasterios) y tenían ventanas muy pequeñas. Además del número limitado de ventanas, en los primeros años de las misiones españolas, estas carecían de vidrios. En otros casos solo se trataba de pequeños agujeros con contraventanas de madera que abrían y cerraban, lo que permitía que entrara la brisa, pero no los rayos del sol, lo que, sumado a los muros anchos, mantenía los ambientes frescos. Por otro lado, los aleros solían ser generosos. Este estilo tendió a ser más simétrico que asimétrico. Se considera que el disparador de las recreaciones del estilo Misión desde 1890 a 1915 fue el gran éxito que tuvo la novela Ramona (1884), escrita por Helen Hunt Jackson. La misma está ambientada en las misiones de Alta California y despertó un gran interés por esa época y por esa arquitectura, lo que además se vio reforzado cuando esta fue llevada al cine en 1910. La reelaboración del estilo Misión en California se dio muy cercana en el tiempo al movimiento American Craftsman (versión estadounidense del movimiento británico Arts and Crafts), y que en California, cuando fue aplicado a viviendas de menor escala, se conoció como California bungalow. Pese a lo que suele creerse, el movimiento American Craftsman no fue un estilo en sí, sino que alentaba el trabajo artesanal con materiales de calidad reaccionando contra la estética industrial y la producción en masa. Por eso, si bien su propuesta no era específicamente la reelaboración del estilo Misión, al menos no generó antagonismo. Esto puede dar lugar a confusiones en algunas personas, sobre todo en lo que respecta a muebles (si son Craftsman o Misión, cuando los de estilo Misión pueden ser considerados una forma de Craftsman, mientras que los muebles artesanales Craftsman de otros estilos, lógicamente, no son de estilo Misión). Con todo, dado el acotado repertorio arquitectónico de las misiones españolas, la reelaboración del estilo Misión se había limitado a ello: muchas estructuras grandes y pocas viviendas.

### Estilo neocolonial y auge del neoandaluz californiano (1915-década de 1930)
Sin embargo, más tarde el involucramiento de Estados Unidos en Panamá hizo que muchos estadounidenses volvieran a su país entusiasmados con el estilo colonial español que habían visto allí, lo que derivó en un interés por ahondar en esa línea dentro de Estados Unidos. Finalmente, en 1915, en la ciudad californiana de San Diego, tuvo lugar la Exposición Panamá-California, la cual celebraba la inauguración del Canal de Panamá. Allí, los arquitectos Bertram Goodhue y Carleton Winslow, a través de una serie de construcciones en el Parque Balboa (como por ejemplo el conjunto llamado California Quadrangle, edificios de entrada a la exposición), popularizaron el estilo neocolonial español (en inglés: Spanish Colonial Revival) en dicho estado y en el resto del país. Tras la construcción de la exposición, además, se publicó un catálogo que explicaba esta arquitectura.
Dado que Hollywood se encuentra en el estado de California, desde entonces reconocidos actores y actrices comenzaron a construir sus casas en estilo neocolonial español, en clave pintoresca, marcando así el inicio de dicha versión californiana dentro del estilo. Numerosas publicaciones de la época mostraban en detalle las características de estas casas de famosos en las que se asociaba su sencillez romantizada con una vida de lujos.
Además del impulso por la exposición de 1915, la empresa Monolith Portland Cement Company pagó una gira por España y el Mediterráneo al arquitecto Richard Requa para que este «fotografiara y esbozara la arquitectura», con el fin de promocionar su producto (el cemento). A su regreso, la empresa publicó dos libros, uno con fotos y otro con sus bocetos, y los regaló a arquitectos, lo que contribuyó a difundir aun más el estilo. Es decir que muchas de estas viviendas de California que los estadounidenses llaman de estilo neocolonial español no siempre se referenciaron con obras coloniales, sino que en muchos casos buscaron su inspiración directamente en el sur de España, más precisamente en Andalucía. Y fue esto lo que marcó el inicio del desarrollo del estilo neoandaluz californiano.
El arquitecto Richard Requa y la arquitecta Lilian Jeannette Rice, entre otros, están considerados grandes promotores del estilo neoandaluz en California, inspirándose directamente en la sencillez de la arquitectura vernácula y rural de Andalucía (más concretamente, en las viviendas de la gente pobre), y por tanto, desechando el barroco español de los tiempos coloniales (y por tanto descartando también la arquitectura monumental del Parque Balboa erigida para la exposición de San Diego de 1915). Sin embargo, a nivel popular, ese estilo neoandaluz que tanto se expandió por California creando una atmósfera bucólica y distendida siguió siendo conocido como estilo neocolonial español en Estados Unidos. Requa y Rice propusieron esa estética para dicho estado no solo desde sus obras, sino también a través de muchas publicaciones en la prensa, elogiando su estilo humilde y carente de ornamentación, y destacando la idea de que era apropiado para California por el paisaje y el clima del lugar: en las cálidas y semiáridas tierras de dicho estado, donde se dan unos 300 días soleados al año, la arquitectura de tejas que ventilaran y los espacios exteriores tienen sentido. Así, el estilo experimentó un gran arraigo en los barrios residenciales de todo el sur de California (Los Ángeles, Santa Bárbara —incluido su centro—, Montecito, etc.).
A causa de la Primera Guerra Mundial, Estados Unidos se benefició de nuevos inmigrantes europeos, los cuales en muchos casos tenían bastos conocimientos sobre cómo realizar trabajos artesanales de alta calidad, lo cual facilitó la reproducción de estilos y detalles, manteniendo costos menores. Por otra parte, el atraso de España les permitió a los estadounidenses importar diferentes productos originales (por ejemplo, los azulejos típicos) con gran facilidad. Los felices años veinte fueron de gran recuperación y expansión económica, por lo que muchas personas llegaron a California buscando una vida de tranquilidad y edificaron su casa en ese mismo estilo. Es decir que la popularidad del estilo coincidió con el auge demográfico del sur de California durante la década de 1920, lo que facilitó su expansión.
A principios de la década de 1920 la arquitecta Lilian Rice diseñó en estilo neoandaluz las construcciones del centro de la localidad Rancho Santa Fe, en el condado de San Diego, e incluso algunas viviendas de esa urbanización. La ciudad californiana de Santa Bárbara adoptó el mismo estilo para lograr un carácter español unificado después del Terremoto de Santa Bárbara de 1925, y la ciudad costera de San Clemente fue desarrollada en la misma línea, entre otras.
Todo este fenómeno arquitectónico llevó al desarrollo de industrias específicas en California. Por ejemplo, en lo que respecta a los azulejos, el término paraguas de California tile designa al azulejo de estilo neoandaluz, neomudéjar (neoárabe) o ecléctico pero afín, fabricado en California. Hacia 1935, existían 36 fábricas de azulejos en California, entre las cuales se encontraban la Hispano-Moresque Tile Company (1927-1934) y Malibu Potteries (1926-1932), ambas cerradas a causa de la Gran Depresión.
Como una estrategia para paliar esa gran crisis económica que azotaba a San Diego (y a todo el país en general), en 1935, de manera imprevista, la ciudad decidió organizar otra exposición internacional, planeada en el tiempo récord de unos pocos meses. Se llamó Exposición Internacional del Pacífico de California y esta vez Requa, uno de los arquitectos que proponían el estilo neoandaluz más sencillo, fue el arquitecto principal. En el mismo Parque Balboa (epicentro de la exposición anterior) él levantó otras construcciones, por ejemplo, la Spanish Village (actual Spanish Village Art Center), en la que se dio el gusto de mostrar la arquitectura rural andaluza que proponían, de adobes y escala humana.
De acuerdo al historiador de la arquitectura David Gebhard, salvo las pocas construcciones dejadas por las misiones, toda esta arquitectura «española» (y especialmente «andaluza») en el sur de Estados Unidos ha sido un gran mito creado por recién llegados al área, a la vez que ha reflexionado que pocos mitos arquitectónicos creados artificialmente han tenido éxito en sostenerse por tanto tiempo, siendo capaces a la vez de mantener una alta calidad de diseño de manera consistente.

## Características del neoandaluz californiano

Vivienda en la localidad Rancho Santa Fe, en el condado de San Diego, diseñada por la arq. Rice en 1928 en el despojado estilo andaluz que ella proponía. Nótese la textura de las paredes y la simulación de caños de ventilación bajo el pico a dos aguas.

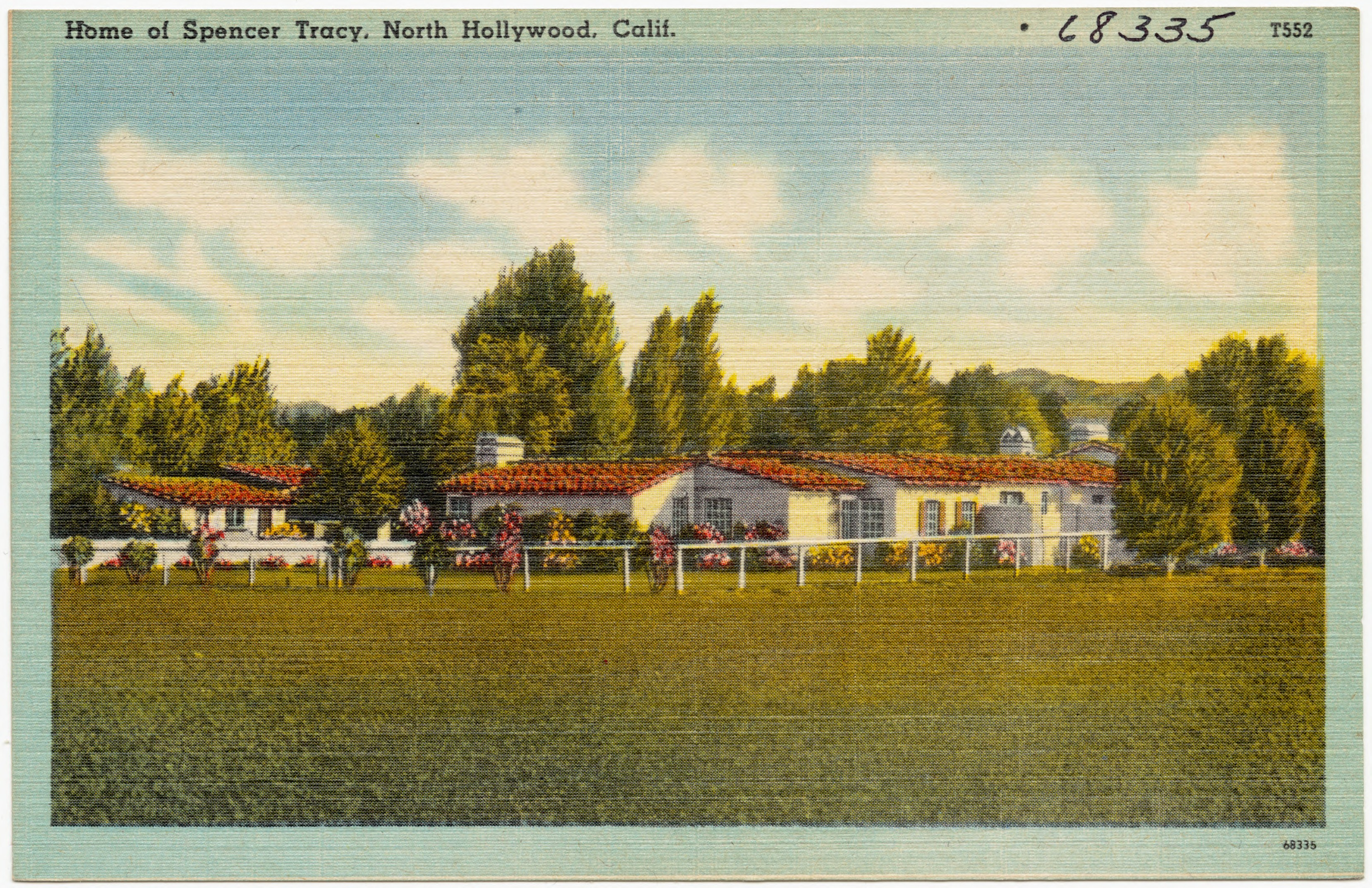
Antigua residencia del actor Spencer Tracy en el barrio North Hollywood de Los Ángeles, California, Estados Unidos.

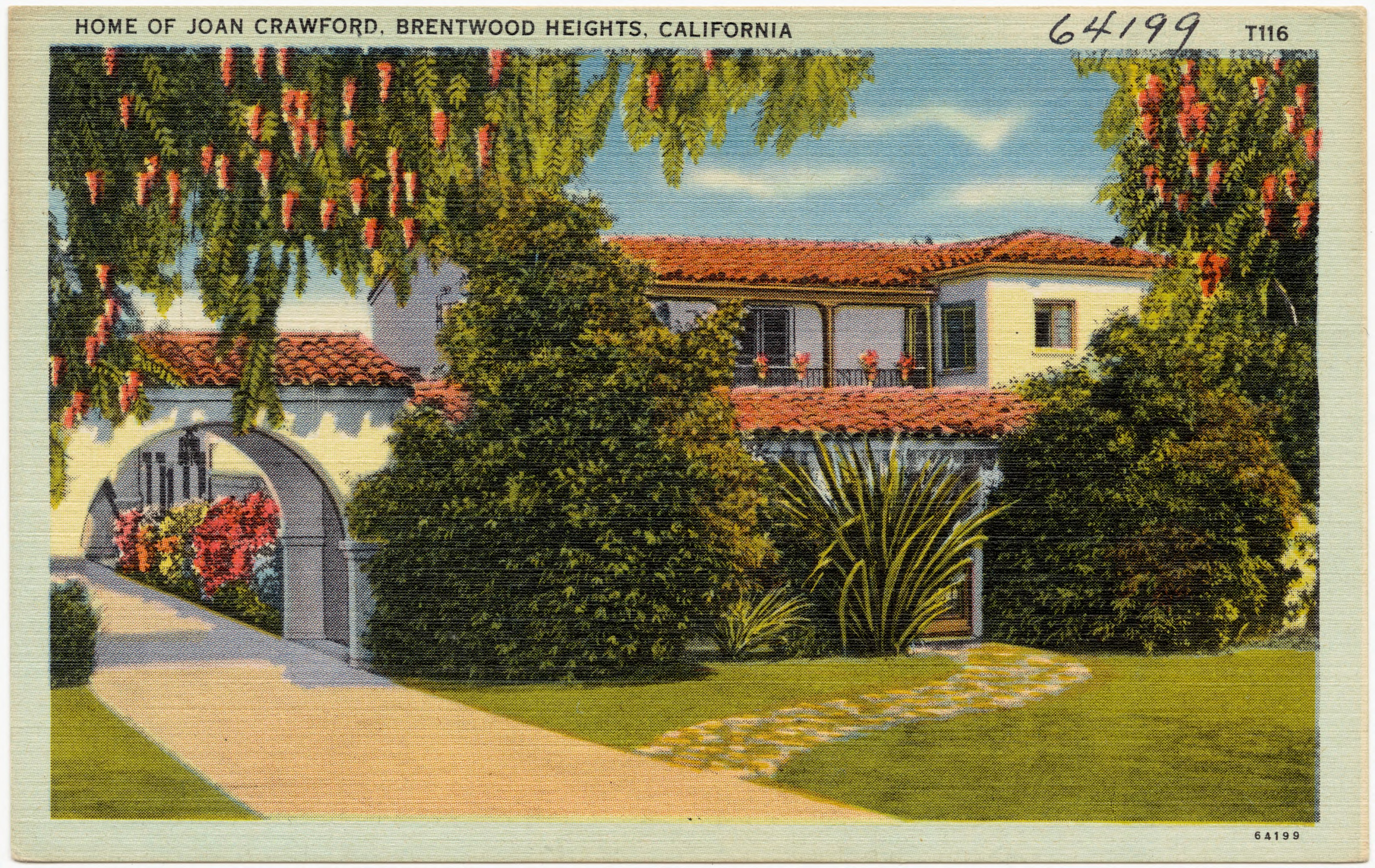
Antigua residencia de la actriz Joan Crawford en el barrio Brentwood Heights de Los Ángeles, California, Estados Unidos.

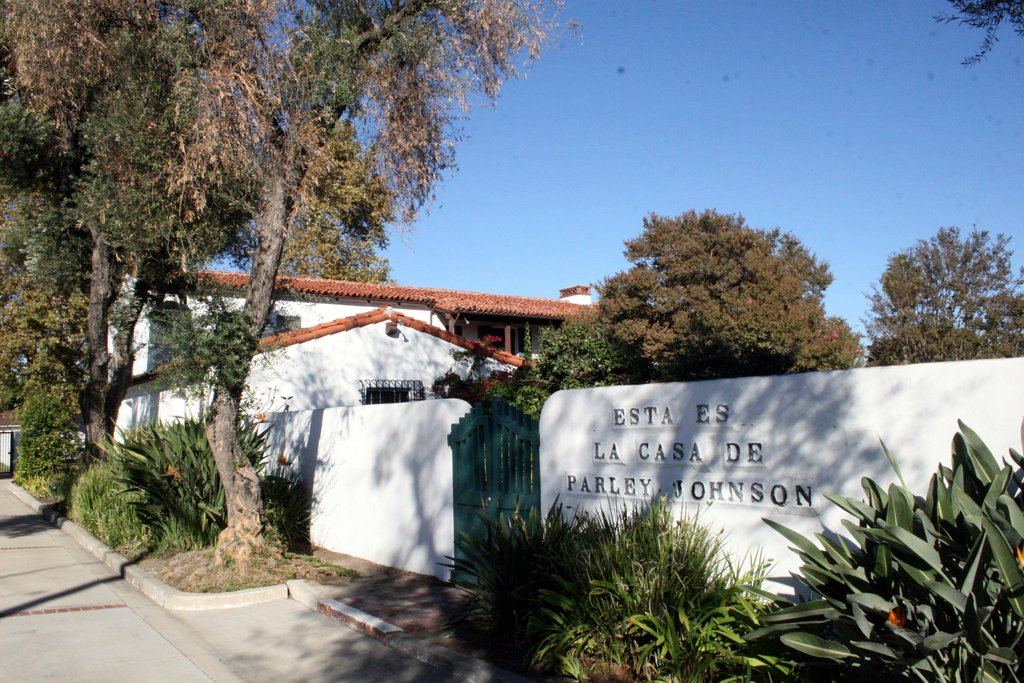
Entrada a la antigua Casa de Parley Johnson, construida en 1927.

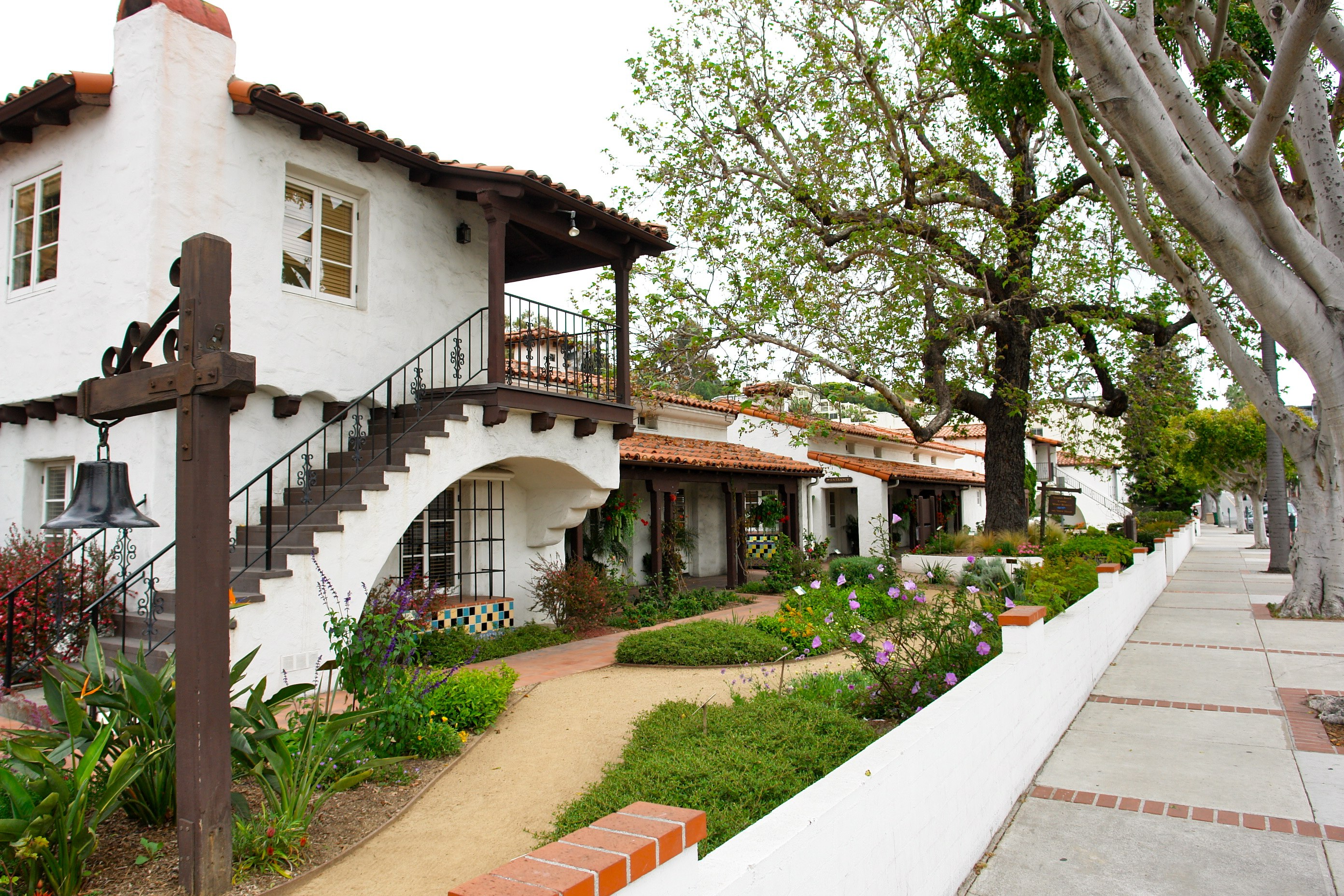
Residencia cerca de Laguna Beach, California, Estados Unidos.

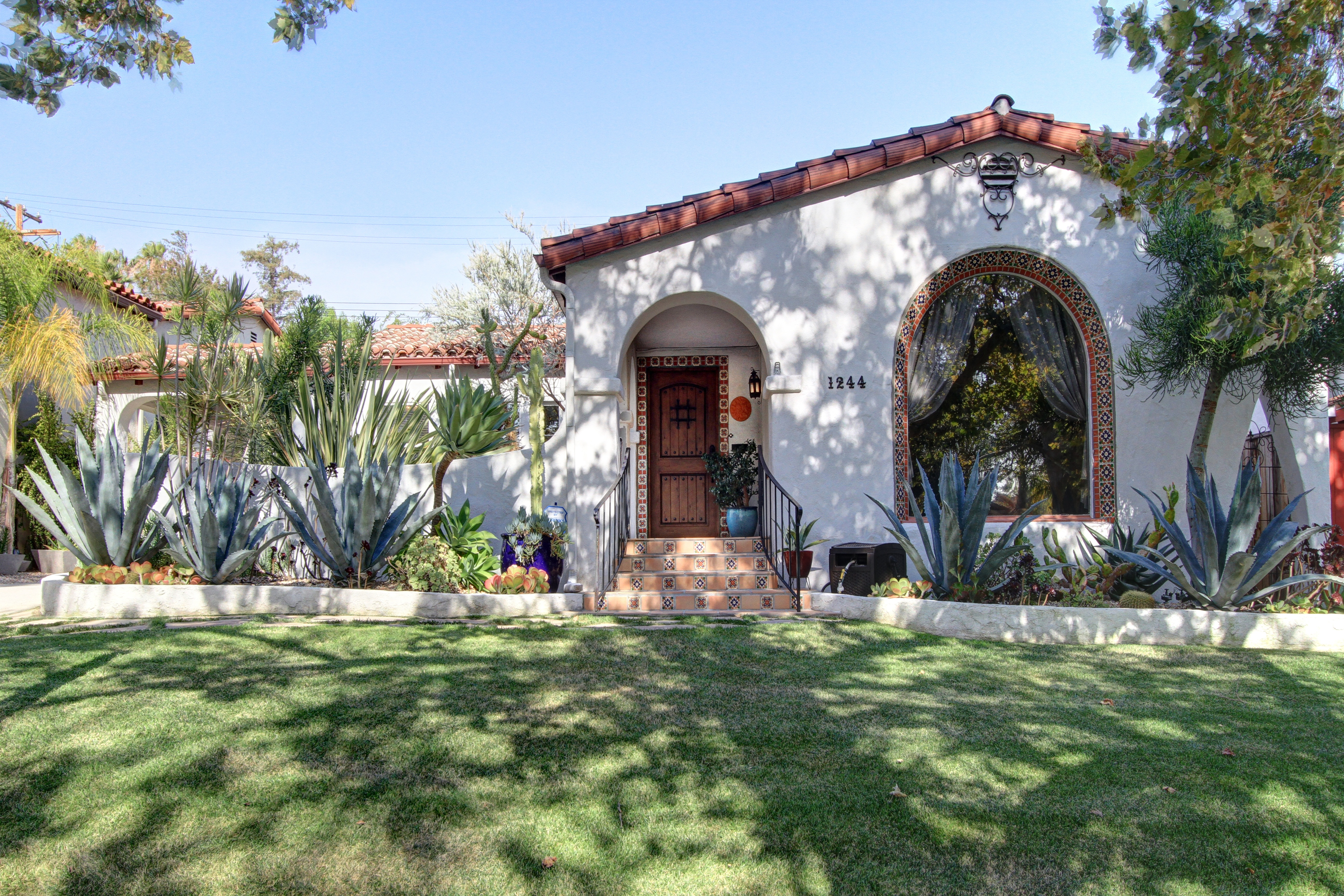
Vivienda unifamiliar ubicada en Av. Highland 1244, Glendale, California, Estados Unidos.

Estas viviendas que mostraban las estrellas de cine, ubicadas en su caso principalmente en Hollywood Hills, Beverly Hills y otros lugares del condado de Los Ángeles y que eran tan difundidas por la prensa de la década de 1920 no eran, salvo excepciones, recreaciones exactas de la arquitectura vernácula de Andalucía, sino versiones pintoresquistas desarrolladas en California, las cuales tomaban como inspiración a dicha arquitectura vernácula andaluza. Eso significa que estas obras californianas suelen presentar características propias, que no se encuentran en los modelos originales. Por ejemplo: los jardines delanteros, los porches, el recibidor, las galerías, el perímetro libre o los garages, entre otros. Es decir que, tras una apariencia vernácula y sencilla, estas viviendas están dotadas de todas las comodidades modernas, lo que modifica la planta o plano típica, ya que se incluyen todas las salas adecuadas al uso de una familia de clase media o alta contemporánea.
Dichas adaptaciones son comunes a todas las versiones pintoresquistas, sin importar cuál sea su estilo (neomisión, neotudor, neonormando, neovasco, etc.). A través de ellas, se eleva a la arquitectura vernácula, rural o pobre de una determinada población a un entorno de clase media o alta, dotándola de la estabilidad estructural y confort contemporáneos. Por lo mismo, aunque pueda imitarse su aspecto precario, los materiales utilizados suelen ser modernos. De esta manera, se rescatan del pasado los rasgos estéticos más pintorescos, que componen lo deseable, pero sin desaprovechar los avances tecnológicos producidos hasta la fecha de su construcción, ya que esto último no tendría sentido. Existen, por lo mismo, versiones opulentas de versionar la arquitectura vernácula. Sin embargo, lo mismo no ocurría en las épocas en que se erigieron los ejemplares vernáculos originales, ya que las clases altas de entonces no construían lo mismo que los pobres pero más grande, sino que utilizaban estilos arquitectónicos académicos y además las obras estaban a cargo de profesionales. Por el contrario, la arquitectura pintoresquista versiona a la arquitectura vernácula imitando incluso los acabados rústicos de la autoconstrucción, aunque de una mansión o un edificio jerárquico se trate. Un ejemplo de esto es el Palacio de Justicia del Condado de Santa Bárbara (1929).
Una de las tantas entusiastas del estilo neoandaluz californiano fue la actriz Marilyn Monroe, quien falleció en una casa de ese estilo ubicada en 12305 Fifth Helena Drive en el barrio Brentwood, Los Ángeles, California, Estados Unidos.

### Morfología
Dado que las viviendas originales de la arquitectura vernácula de Andalucía no fueron diseñadas por arquitectos, sino que han sido resultado de la autoconstrucción de los estratos sociales más bajos a través del tiempo, las recreaciones californianas privilegiaron la asimetría y la generación de rincones pintorescos, con perspectivas quebradas. Además, el hecho de que ya no fueran erigidas por la clase campesina de Andalucía sino por la clase media, media alta y alta de California, dio lugar a que se privilegiaran aun más los espacios al aire libre, dando un gran lugar al disfrute.
Este tipo de construcciones son o lucen típicamente bajas, extendiéndose más hacia los lados que hacia arriba. Esta impresión se ve reforzada por la típicamente escasa pendiente de los tejados (en el estilo neomisión esa pendiente puede ser mayor). Los volúmenes horizontales apenas se ven interrumpidos por algún elemento vertical. En cambio, hacer que toda la construcción se vea más estilizada es uno de los «trucos» más sencillos para darle un aire más neomediterráneo general o más italiano, junto al cambio de color de las fachadas.

### Planta
Las recreaciones californianas se tratan de versiones pintorescas de casas rurales que no reproducen la planta (es decir, el tipo de planos) típica de las viviendas coloniales españolas, ni andaluzas. Al contrario de las versiones de California, la vivienda hispánica real presenta una planta compacta, muy sencilla, cuadrada o rectangular, donde abundan los ángulos rectos (lo asimétrico solía ser solo la disposición de las aberturas). Dicha característica ha hecho que algunos arquitectos hablen de la «cuadralidad de la arquitectura española». En cambio, las recreaciones californianas presentan una planta libre o abierta, y además extendida, con mucha zonificación, algo procedente de la arquitectura anglosajona que nada tiene que ver con la tradición constructiva ibérica, y que le otorgó gran funcionalidad. Así, aunque muchos estadounidenses lo ignoren, es este tipo de disposición de planta extendida el que promueve tanto la relación interior-exterior que les gusta, aprovechando las orientaciones adecuadas para que la casa sea soleada y mejorando la relación visual con el jardín, y no el estilo español en sí (que en realidad determina lo contrario).
Por eso, estas recreaciones californianas suelen ser más vistosas que los originales, algo por otro lado inherente al movimiento pintoresco (que toma la arquitectura vernácula de una población y la reproduce, justamente, de manera «pintoresca»). Porque una sola vivienda de estilo neoandaluz californiano puede presentar varios quiebres, generando diversos rincones exteriores, mientras que en Andalucía, esa sensación de movimiento solo es generada en algún pueblo por el apiñamiento de unas viviendas (cuadradas o rectangulares) con otras, cuando estas se encuentran adosadas. Es decir, eso solo se genera —y a veces— en el espacio exterior, pero puertas adentro, los residentes siguen viendo los ángulos rectos de sus plantas cuadraras, además de tener muy pocas vistas del exterior, por el diseño compacto de sus viviendas. En cambio, a una casa grande en clave pintoresca de California, por ejemplo, un arquitecto podía diseñarla de tal manera de poder mirar, desde la ventana de la sala de estar, el otro ala de la vivienda, o diferentes patios, lo que no es posible en la planta compacta (donde las vistas arquitectónicas, más o menos atractivas, serán siempre las que nos ofrezcan nuestros vecinos). Aparte de eso, en el cortijo andaluz (complejo de edificios rurales con patio común que incluye la vivienda de los dueños y otras dependencias) sí se genera ese «paisaje controlado», pero lo que los dueños ven desde su ventana no es la continuación de la casa donde residen sino la panadería, el granero, los establos, el matadero, la capilla y otras dependencias de su propio cortijo. Es decir, son edificios de su propiedad, pero diferentes, teniendo la casa la misma forma rectangular tradicional. Por otro lado, la casa hispano-musulmana, con su patio central, el patio andaluz, sí ofrece vistas propias, pero esta no era la vivienda modesta extensamente recreada en la arquitectura californiana.
Así, la versatilidad de esta versión del estilo, que permitía a los constructores y arquitectos construir edificios tan simples o lujosos según lo permitiera el presupuesto, ayudó a extender aún más su popularidad en toda California, y eventualmente en muchos otros lugares del sur de Estados Unidos.
Por todo lo anterior, esta versión californiana del estilo no debe confundirse ni con el estilo neomisión (anterior y acotado, sin adeptos entre las estrellas de Hollywood de la época), ni tampoco con la llamada arquitectura neomediterránea, que también se dio en Estados Unidos, pero que presentaba una complejidad y eclecticismo mayores (se desarrolló principalmente en complejos hoteleros). Mientras que durante el resurgimiento del estilo Misión se construyeron viviendas que no se referenciaron con obras residenciales reales (y por tanto presentaron mucha fantasía en su aspecto), en la época del Spanish Colonial Revival, en especial rondando la década de 1920, se construyeron casas que, en muchas ocasiones, presentan una estética creíble en caso de ubicarlas en el sur de España. Más precisamente, en los llamados «pueblos blancos» de Andalucía, nombre que hace alusión a sus típicas casas blanqueadas a la cal.

### Techos
Se caracterizaban por ser de tejas de terracota, de 2 o 4 aguas, de bajo grado de pendiente (generalmente 18 grados o menos), vigas de madera a la vista (sobre todo en su interior) y aleros muy poco profundos. Es decir que prácticamente carecían de tejados en voladizo, al ser común que estos terminaran justo al nivel de la pared (como es común en Andalucía). Esto último también es diferente al estilo neomisión, el cual presenta aleros generosos.
Durante el resurgimiento del estilo Misión, fue común que en Estados Unidos se utilizara la teja árabe o lomuda (conocida como teja «colonial» o «curva» en algunos países de Latinoamérica, en forma de C), mientras que, en el período del estilo neocolonial español, en muchos casos —aunque no siempre— se optó por la teja mixta (en forma de S, también conocida como teja «portuguesa»), la cual se entrelaza con la siguiente y es una invención posterior a 1841.
Asimismo, tanto en el estilo neomisión como en el estilo neoandaluz de Estados Unidos resulta notable la preferencia por tejas bastante más rojas que las que tradicionalmente se usan en España, lo que genera un mayor contraste de colores en el caso americano, dándole asimismo una mayor vivacidad a la composición. Se espera, de esta manera, que las tejas sean muy rojas, que las paredes sean muy blancas, que las maderas presenten contraste con el blanco de la pared y que las plantas estén muy bien cuidadas. Es decir que la condición de impecabilidad general funciona como una compensación de la rusticidad de la vivienda. En cambio, en España, las tejas suelen ser más anaranjadas, y su históricamente menor mantenimiento ha hecho que sean sumamente comunes las tejas con pátinas negruzcas en los diferentes pueblos y ciudades del país. Dichas manchas negruzcas, a su vez, suelen superponerse con otras blanquecinas, producidas por eflorescencias. Esta situación se da a punto tal que actualmente las principales fábricas de tejas de España (por ejemplo, Borja), venden tejas anaranjadas sobre las que se imprimen manchas negruzcas (que simulan ser líquenes) y blanquecinas para que no desentonen con el resto del paisaje y se vean más típicas del lugar. 

### Muros
Las paredes gruesas ayudaban a que las casas se vieran más creíbles, ya que imitaban los antiguos muros de carga levantados con piedras, revocados con barro y blanqueados a la cal. Por lo mismo, las aristas de las paredes se suavizaban, dándoles un aspecto ligeramente curvo (no aristas afiladas al estilo moderno). 
En Andalucía, tradicionalmente el revoque era de adobe, podía tener arena y cal y se aplicaba a mano, con paleta, y luego se blanqueaba a la cal. Por eso, en la época de la recreación de este estilo, el acabado (imitado con materiales modernos u originales) no debía ser ni demasiado liso ni demasiado rugoso, y generalmente se le dejaron marcas de paleta adrede repartidas por la fachada. Esta textura se hace más evidente cuando la luz solar es rasante. También se solieron hacer pequeñas ondulaciones al revoque de las fachadas, para simular que debajo de él había piedras de escombros (o adobes), en lugar de los muros modernos perfectamente lisos que hay (fueron levantados con ladrillos, bloques de hormigón o incluso con wood frame o steel frame). 
Aún hoy en Andalucía existe la tradición de encalar las fachadas y también los interiores —un trabajo tradicionalmente reservado a las mujeres— para deshacerse de las epidemias. En su momento esto fue alentado en el sur de España por las autoridades nacionales y tomó aún más fuerza en el siglo XIX, a partir de la fiebre amarilla. Además, las paredes blancas reducen el calor dentro de la vivienda.
En líneas generales, en los diferentes países de Europa y en América, las paredes levantadas con piedras de escombros siempre se revocaban (porque la piedra debajo no hace al estatus), mientras que las paredes de sillares, es decir, de bloques de piedra tallada (reservadas para edificios importantes o personas adineradas, ya que son costosos) se dejan sin revocar (por ejemplo, en el caso de los edificios gubernamentales o edificios de viviendas de categoría de París, cuyos bloques de piedra caliza luteciana están a la vista). A veces las personas en una condición intermedia podían permitirse tener algún detalle de sillares o piedra tallada (por ejemplo, en el marco de una puerta o ventana), lo cual se dejaba sin revocar para que se luzca, pero todo el resto del muro, levantado con piedras de escombros, se revocaba. Como es lógico, en los humildes pueblos rurales de Andalucía las construcciones son totalmente de piedras de escombros, por lo que se revocan con barro y se encalan.

### Puertas
Todas las aberturas son de madera. Además, es común que la puerta principal esté compuesta por varios paneles. También son comunes las aberturas curvas, como las arcadas.

### Ventanas
Otra de las características del estilo fueron las ventanas profundamente empotradas, con los antepechos acabados en enlucido blanco, generalmente sin ningún vierteaguas. Esto último subrayaba tanto el origen aparentemente sencillo de la construcción como el espesor de los muros.
Comúnmente se trata de ventanas de dos hojas, muchas veces con vidrio repartidos, y poseen contraventanas de madera. 
Se ha recurrido a las aberturas de diferentes tamaños, recreando la informalidad de las construcciones originales (al revés del diseño rítmico que se espera en la arquitectura culta). Por lo mismo, las aberturas se disponían asimétricamente, siempre en clave pintoresca. Por otro lado, en el proceso de recreación, ante el deseo de contar con ventanas más amplias para tener mejores vistas desde dentro, lo común fue que se prefirieran ventanas apareadas en lugar de instalar una ventana grande, con el fin de disimular el tamaño de estas aberturas y hacer la fachada más pintoresca, haciendo que cada abertura sea un elemento decorativo en sí mismo.
Como adición ecléctica, algunas casas de California de inspiración andaluza sumaron vitrales a algunas de sus ventanas, un préstamo de los estilos ingleses (otros revivals de la época, como el neotudor o el neogótico) con el fin de hacerlas más vistosas.

### Garages
Generalmente disimulados con puertas de estilo granero o como caballerizas para no quitar romanticismo a la composición. También pueden aparecer en la fachada como arcadas pasantes para guardar el automóvil más atrás.

### Acentos decorativos
Detalles en hierro forjado, azulejos pintados a mano y la simulación de conductos de ventilación en las fachadas, comúnmente en el hastial, justo bajo el pico a dos aguas. A veces estos falsos respiraderos se formaban con algunas tejas incrustadas en el muro o con conductos fabricados con el mismo barro cocido de las tejas.
También fue usual que se simularan ventanucos pequeños y abiertos en lo alto, a veces con alguna rejilla de hierro o pequeñas barras atravesadas en cruz. Originalmente, las ventanas más pequeñas estaban ubicadas en lo alto para capturar mejor la brisa y evitar los rayos directos del sol. Las contraventanas de madera de estos orificios, cuando estaban presentes, tradicionalmente se montaban en el interior de la casa. 
También podían hacerse tiras verticales de rejillas con el mismo revoque o con tejas (blanqueadas o no), con formas geométricas, característica de la ventilación simulada, dando la impresión de paredes caladas. 

### Interiores
Uso de chimeneas y hogares revocados y pintados de blanco con aberturas decorativas, pisos de terracota, tirantes de madera a la vista y artefactos de iluminación de hierro forjado, entre otros.

### Actualidad de los estilos neocolonial y neoandaluz en California
Si bien en los años posteriores al auge de este estilo en California muchas viviendas fueran reformadas o reemplazadas, el tiempo ha hecho que se las considere como parte de la identidad local, lo que ha dado lugar a regulaciones que las protegen. Las residencias de carácter español más cotizadas en California suelen ser las que datan de las décadas de 1920 y 1930, ya que fue entonces cuando habían alcanzado la mejor artesanía. 
Por lo mismo, actualmente existen prestigiosos arquitectos y diseñadores de casas en California que se especializan en proyectar nuevas residencias reproduciendo concienzudamente la estética del pintoresquismo neoandaluz californiano de los años dorados.
Muchas de las mejores residencias en estilos españoles están incluidas en el Registro Nacional de Lugares Históricos de Estados Unidos desde hace muchos años, lo que prohíbe su demolición. No obstante, los californianos han caído en la cuenta de que no basta con proteger solo algunas viviendas porque la armonía arquitectónica y el valor del paisaje está determinado por todas las construcciones que aportan lo suyo, y no solo por las más destacadas. 
Precisamente, en los años que siguieron a esas décadas de auge, un porcentaje importante de estas casas de estética ingenua y rural comenzaran a ser reemplazadas por versiones más ostentosas, incluso cuando las nuevas tomaran algunas de las características del pintoresquismo neoandaluz. En otros casos, residentes recién llegados, ajenos a la idiosincrasia local, han reemplazado muchas viviendas de carácter español por otras que retoman el aspecto de mansiones en los barrios más caros y expuestos de Los Ángeles, situación muy notable, por ejemplo, en Beverly Hills. Muchas casas neomediterráneas tienen un aspecto más vertical que las neoandaluzas, lo cual también ha sido aprovechado por algunos de los nuevos propietarios para llamar más la atención. No obstante, este fenómeno que modificaba el paisaje urbano comenzó a ser resistido por los locales.
Aumentando las tensiones, desde los 2000, algunos desarrolladores inmobiliarios han demolido viviendas de estilo español en Beverly Hills para reemplazarlas, ya no por mansiones, sino por las llamadas megamansiones, de entre 3000 y 7000 m2, cuyos compradores son los nuevos multimillonarios de países como China, Rusia o Arabia Saudita. La mayor parte de ellos ni siquiera habita estas residencias, lo cual no evita el gran impacto paisajístico y urbanístico que ellas tienen; por ejemplo, la proyección de grandes sombras sobre casas vecinas. Esto ha desatado muchas quejas de parte de los vecinos más tradicionales, quienes denuncian que, de esa manera, se pierde el encanto del lugar y el estilo de vida distendido por el cual el sur de California es conocido. Estos reclamos consiguieron que, desde 2013, exista una mayor regulación para este tipo de nuevas construcciones en Beverly Hills. No obstante, como buena parte de las residencias de lugares como Beverly Hills o Bel Air no son visibles desde la calle, no es tan fácil detener el avance de las mansiones ostentosas.
En este contexto, las históricas casas de estilo neoandaluz no solo siguen siendo muy apreciadas por los locales y muchos visitantes, sino también muy bien cotizadas en California, dado que fue con ellas que se pobló y desarrolló dicho estado, generando así su identidad. Por eso, muchos arquitectos se especializan en actualizar estas viviendas sin que se pierda su carácter español original.
Muchas ciudades de California tienen códigos urbanísticos estrictos que determinan cómo deben conservarse las fachadas, con el fin de preservar la armonía paisajística.

## En Argentina

### Etapa precedente
Apenas unos años antes del surgimiento de este estilo en California, algunos argentinos como Martín Noel y Estanislao Pirovano habían ido a estudiar arquitectura a París. Pero, a diferencia de otros arquitectos argentinos formados en la capital de Francia, no fueron a la École des Beaux Arts, donde se enseñaba el estilo tan parisino Beaux Arts, sino a la vanguardista École Spéciale d'Architecture en el centro de Paris. Es decir que esta otra escuela —que adhería al llamado movimiento romántico— instaba a sus alumnos a bucear en el pasado medieval de la nación para vencer al universal academicismo, o sea, a los estilos clásicos. Así, en la Escuela Especial de Arquitectura se enseñaba la arquitectura vernácula, es decir, rural y más tradicional de Francia y otros países de Europa, lo que luego se materializó en muchas obras de inspiración regionalista, como en el caso de las viviendas pintoresquistas de estilos neotudor, neonormando, etc. Dichos estilos no son casuales, pues este movimiento se difundió principalmente en Francia y Gran Bretaña. Surgió así, por ejemplo, el neogótico inglés (con antecedentes formales desde el siglo XVIII, pero ya con una connotación de estilo «nacional» explícito). 
Cuando estos arquitectos regresaron a la Argentina y quisieron poner en práctica lo que dicha escuela alentaba comenzaron a buscar la expresión nacional para la que habían sido instruidos no sería tan fácil en su caso, ya que en Argentina no había demasiado bagaje arquitectónico pasado dónde indagar[cita requerida]. Por otro lado, nadie había hecho ningún relevamiento de la arquitectura colonial del país. Fue por eso que, por ejemplo, ni bien Pirovano regresó a la Argentina, comenzó a diseñar obras en estilo neogótico inglés. Pero más tarde estos arquitectos tampoco hicieron el relevamiento de la arquitectura colonial del país, sino que prefirieron referenciarse con obras arquitectónicas coloniales de otros países de Hispanoamérica estos arquitectos consideraban a Iberoamérica como algo indivisible. [cita requerida]
Pero en 1909 el arquitecto alemán de Hungría Juan Kronfuss se radicó en Argentina con motivo de haber ganado un concurso internacional de arquitectura organizado por el propio estado argentino. Y, una vez en el país, se asombró de que nadie hubiera llevado a cabo un estudio y relevamiento serios de la arquitectura colonial de Argentina. Fue así que llevó a cabo el primero y más importante estudio (por su propia cuenta) en esta área, el cual incluyó croquis, acuarelas y planimetrías realizadas por él mismo que publicó en su libro (en español) Arquitectura colonial en la Argentina (1921), el cual es aún hoy un referente de consulta. Esto significó un aporte muy importante, dado que, hasta entonces, por el profundo estudio de la arquitectura colonial del país, prefiriendo ir a otros países de la región a buscar su inspiración.
Sin embargo, dicho relevamiento no cambió la concepción de los arquitectos argentinos hispanistas de entonces, pues ellos no querían inspirarse en la arquitectura española de Argentina, sino ir expresamente en busca de la arquitectura colonial mestiza de México y Perú. Es decir que sus intenciones finales iban mucho más allá de la arquitectura y tenían una influencia americanista. La ausencia de simbología indígena en la arquitectura colonial de Argentina los desmotivaba, dado que ellos deseaban basarse en obras manifiestamente mestizas. El arquitecto Noel fue un destacado arquitecto, historiador del arte hispanoamericano, ensayista y político. Es considerado uno de los principales impulsores del estilo neocolonial en la Argentina y su obra arquitectónica comenzada en Argentina se extienderia por gran parte de Latinoamérica. 
Noel era dédescendiente de inmigrantes vascos, nieto del fundador de la fábrica de dulces Noel) llegó a plantear que todo el mundo hispano, en especial Iberoamérica, debía adoptar masivamente una arquitectura común. Y para lograr eso su propuesta no era que todos los países adoptaran la arquitectura española, sino que todo el resto de los países, incluidas España y Argentina, adoptaran la arquitectura mestiza, muy especialmente la que se había desarrollado en el Alto Perú (la que a él más le gustaba). De hecho, años más tarde el Estado argentino le confió a Noel la tarea de construir para Argentina una obra que representara al país en la Exposición Iberoamericana de 1929 (llevada a cabo en la ciudad española de Sevilla), y él decidió diseñar el pabellón argentino incluyendo en su estética elementos peruanos. 
El movimiento generado en California y el que estaban generando estos otros arquitectos en Argentina era sumamente diferente, opuesto en su mayor parte (aunque con el correr de los años, y por razones de presupuesto, resultó complementario). Mientras en California la arquitecta Lilian Rice proponía la arquitectura más pobre de Andalucía porque, de acuerdo a sus palabras, se veía «no pretenciosa» e informal (y criticaba al barroco y la formalidad), los arquitectos hispanistas de Argentina se sentían muy atraídos por la arquitectura hispanoamericana barroca, opulenta y formal. Así, si en California soñaban con el romanticismo de recrear un pueblito de campesinos pobres (para que los ricos vivieran informalmente), los hispanistas de Argentina soñaban con mostrar toda la robustez, esplendor y ostentación de una virtual nación panhispana.
Como se puede ver, la búsqueda de una arquitectura «nacional» que se dio en Argentina a principios del siglo XX, con su dura batalla contra el academicismo francés, no fue un fenómeno surgido naturalmente dentro del país como suele creerse, sino que fue impulsado justamente por los argentinos que habían ido a formarse a la École Spéciale d'Architecture. Los mismos habían sido instruidos en contra de la universalidad clásica y a favor de la exploración y reinterpretación de una arquitectura vernácula que pudiera asociarse estrictamente a la esfera nacional. Solo que en estos arquitectos de Argentina, en lugar de la intención pintoresca de reelaborar la arquitectura no culta o popular del pasado, tuvo una mayor incidencia el hecho de que ellos pertenecían a familias muy acaudaladas del país y que, en simultáneo, eran conservadores. Por tanto, a través de esa reelaboración del pasado, no estaban dispuestos a imaginarse habitando modestas casitas de andaluces pobres (ni de los habitantes pobres que tuvo el período colonial), sino que querían referenciarse con las obras más opulentas del período en todo continente (obras proyectadas por arquitectos), para magnificarlas durante la reelaboración, y así reafirmar su posición de liderazgo, habitando entonces fastuosas mansiones de estilo neocolonial, que nada tenían que ver con el espíritu descontracturado de California. Fastuosidad que sus familias no habían podido tener en las modestas épocas del Virreinato del Río de la Plata, donde ni siquiera los virreyes de Buenos Aires vivieron con esos lujos (Casa de Liniers). Por ello, más que una interpretación pintoresca del pasado a partir de los modelos rurales y vernáculos, estos arquitectos se lanzaron al rescate simbólico de la hegemonía económica y social que sus pares habían tenido durante el período colonial y preliberal. Pero ahora ya de una forma idealizada y con más recursos económicos para magnificar sus símbolos de estatus, en virtud de sus mayores ingresos obtenidos gracias —irónicamente— a la época liberal que vivían. 
Así, durante los festejos del Centenario argentino, su reacción contra toda la arquitectura que había caracterizado al período 1880-1910, en gran parte de tipo parisino y cuyo símbolo máximo fue entonces la Avenida de Mayo, era en realidad una reacción contra todos los cambios sociales que venían produciéndose en la sociedad argentina a través de los nuevos actores sociales y económicos, generados tanto por los millones de inmigrantes europeos que se habían radicado en el país como por el modelo económico y social liberal que les había facilitado su llegada, participación y ascenso (Ley de educación gratuita 1420, posibilidad de ocupar cargos públicos, etc.). Estos arquitectos, que no tardaron en unirse a otros ideólogos hispanistas que se presentaban como nacionalistas, comenzaron a hacer un gran proselitismo. Y aunque se tendió a asociarlos con los grupos conservadores, técnicamente sus propuestas eran reaccionarias, pues en realidad no querían conservar lo que se estaba dando sino resucitar el contexto pasado. La añoranza de una población mestiza e indígena sumisa que no exigiera reformas sociales con tanto ímpetu como sí lo hacían los inmigrantes europeos incluso llevó al nacionalista hispanista tucumano Ricardo Rojas, hijo de una familia patricia, a escribir que su ideal de país era una masa mestiza e indígena que fuera conducida por una «burguesía criolla», pues, de acuerdo a su visión, las masas no estarían capacitadas para ejercer el poder. Algunos simpatizantes más se unieron a su grupo conformando lo que se conoció como Nacionalismo Cultural del Centenario. Aunque diferían en matices unos con otros, todos tenían en común que eran miembros de la clase dirigente y sentían amenazada su hasta entonces muy cómoda posición. Por eso, estaban en contra de la inmigración europea y su «cosmopolitismo». 
En 1922 el arq. Noel se construyó su mansión en Buenos Aires en estilo neocolonial (Palacio Noel, actual Museo de Arte Hispanoamericano Isaac Fernández Blanco). En ella incorporó balcones típicos de la Lima del virreinato y además utilizó piedra, recrea las construcciones coloniales del Río de la Plata, donde no había piedra, y por tanto solo eran de barro y paja (adobes). En 1927, el tucumano americanista Rojas le encargó el diseño de su casa (casa de Ricardo Rojas) al arq. Ángel Guido con el pedido expreso de que esta fuera de estilo neocolonial español mezclado con simbología indígena.

### Difusión desde Hollywood y recepción local
Con la llegada del nuevo siglo aparecerían corrientes arquitectónicas hispanoamericanistas que buscaban un nuevo estilo de  autenticidad a través de la investigación del estilo neocolonial español, la amplia difusión que daba la prensa internacional a la versión californiana del estilo neoandaluz hizo que muchas personas de clase media alta de Argentina encargaran construir su casa de fin de semana en áreas suburbanas inspirándose en ese estilo. Antes de esta nueva etapa, las residencias suburbanas en el país, especialmente en las afueras de Buenos Aires, solían evocar los estilos campestres del norte de Francia o Inglaterra, por ejemplo, incorporando detalles exteriores que recordaran al entramado de madera.
No obstante, así como en Estados Unidos, a nivel coloquial, mucha gente seguía llamando «neocolonial» a lo que en realidad era neoandaluz (a diferencia de muchas publicaciones específicas de ese país que señalaban la inspiración andaluza), las publicaciones de Argentina comenzaban a hacer cada vez más popular el término «estilo californiano», en el que «californiano» ya no refería un mero modo de California de versionar distintos estilos españoles de manera pintoresca (ya fueran neomisión, neocolonial, neoandaluz, o bien eclécticos que hasta podían tomar algunas características del estilo neopueblo, entre otros). Naturalmente, este modo de interpretar dicho fenómeno, sin hacer distinciones, influía en las obras de los locales, ya que estas tendían a ser más eclécticas.
En 1916, el Dr. Enrique Larreta hizo remodelar su residencia de Buenos Aires para darle un aspecto neocolonial (actual Museo de Arte Español Enrique Larreta). A partir de 1920, comenzó a erigir las construcciones neocoloniales de la estancia El Potrerillo de Larreta, ubicada a 8 km de la ciudad de Alta Gracia, Provincia de Córdoba, y pocos años más tarde hizo construir la estancia Acelain, de fuerte inspiración hispanomusulmana. En 1922, el arquitecto hispanista Martín Noel se construyó para sí mismo el Palacio Noel de Buenos Aires, actual Museo de Arte Hispanoamericano Isaac Fernández Blanco. Aunque Noel destacaba por la reelaboración opulenta de la arquitectura neocolonial de Hispanoamérica, sus obras marcan el clima de época.
En 1919, el arquitecto francés George Camus construyó el casco de la estancia Santa Rosa del Prado en estilo neocolonial español en Ascochinga, Provincia de Córdoba.
Algunas bibliotecas estatales comenzaron a recibir la revista estadounidense «California Southland» establecida en 1918, donde podía verse algo de la moda californiana. En 1929, dicha revista se fusionó con la revista «Pacific Coast Architect», establecida en 1911, creando de este modo la revista «California Arts & Architecture», que también llegó a la Argentina. En tanto, el libro «The Spanish house for America» (1927) de Rexford Newcomb tuvo una gran difusión entre los profesionales del país.
Alrededor de 1920, el arquitecto francés León Dourge acababa de independizarse del estudio de arquitectura del arquitecto argentino Alejandro Bustillo. En esa misma década, lo contactaron algunos miembros de la entonces clase alta de Argentina para pedirle que diseñara sus casonas de verano en «estilo californiano» en la Provincia de Córdoba. Dourge respondió que, generalmente, eso en realidad se trataba de estilo neoandaluz. Y que así como los arquitectos estadounidenses estaban desarrollado su propia versión pintoresca del neoandaluz en California, con características propias, él podría hacer la suya. Por eso, no quería llamar «californiano» al estilo en el que diseñaba. Así, Dourge diseñó varias casonas neoandaluzas de verano para el entonces selecto barrio Cruz Chica de la localidad de La Cumbre, ubicada en el Valle de Punilla, el más famoso de los valles cordobeses. Dicho municipio había sido previamente elegido por varios miembros de la colectividad británica que, tras inaugurar el servicio de ferrocarril, se quedaron a vivir en el lugar. Allí el arquitecto Alejandro Bustillo diseñó la estación de trenes en estilo neomisión, como son varias estaciones de trenes en California. Y para el barrio Cruz Chica, Dourge diseñó: «Hotel El Olimpo» (1920, para el poeta Juan Dionisio Naso Prado, miembro de la familia dueña del diario La Voz del Interior; actualmente Posada La Fonda de Cruz Chica) y casa particular vecina (1925, también para el Sr. Naso Prado), «Granada» (1920, para el Dr. José Honorio Silgueira), «El Paraíso» (1922, con diseño de parque a cargo del francés Charles Thays, para el Sr. Avelino Ramón Cabezas, dueño de las grandes tiendas Avelino Cabezas de Buenos Aires; más tarde del Sr. Parada; desde 1968 del escritor Manuel Mujica Lainez; actualmente sede de la Fundación Mujica Lainez; en 2015 declarada Monumento Histórico Nacional), «La Gitanilla» (1925, para sí mismo, el arq. León Dourge), «Toledo» (1925-1930, para la socialite, filántropa y marquesa pontificia María Unzué de Alvear; actualmente Hostal Toledo) y «Sevilla» (1926, para el ing. Gabriel Masle; más tarde del empresario Jorge Oster, miembro de Bunge & Born; más tarde de su hija Renée Oster y su esposo, el príncipe francés Charles de La Tour D'Auvergne Lauraguais; desde la década de 1980 Hostal Alcázar de Sevilla; actualmente Boutique Hotel Sevilla). La pendiente de estos tejados es bastante pronunciada y sus aleros son generosos, algo no tan típico en Andalucía. En algunos ventanales del «Hotel El Olimpo», por ejemplo, el arquitecto utilizó vidrios repartidos en forma de rombos e incluso vitrales, algo que puede verse en muchas obras neoandaluzas de California, siendo este un préstamo de estilos ingleses. A veces el arq. Dourge dejó la piedra vista en parte de los muros o en algunos de ellos, mostrada como piedra estructural, como si el revoque y la cal se hubieran lavado de allí (algo evidente, por ejemplo, en lo alto de la torre de la casa «Toledo», que muestra lo que aparenta ser un remanente de revoque y encalado). Simbolizar de esa manera el paso del tiempo con intenciones pintorescas ha sido una elección propia de Dourge, difícilmente vista en los modelos californianos, en donde se tendió a representar un encalado impoluto. Curiosamente, los reflejos de esas obras a un lado y otro del continente no distorsionan: a veces en Estados Unidos estas fachadas se simulaban peor terminadas, con muchas marcas de paleta de albañil, como si fueran antiguas y de autoconstrucción; no obstante, por más humildes que fueran las viviendas representadas, no era aceptable mostrarlas sin mantenimiento, porque precisamente a partir de ese punto habrían dejado de ser hogares. En los modelos de Argentina, en cambio, las paredes suelen ser más lisas, en la idiosincrasia local, eso prácticamente no tiene costos en la credibilidad, reputación, respetabilidad y honor de una familia. 
De acuerdo al arq. León Dourge, esa zona de Córdoba le hacía acordar mucho a las sierras de Andalucía. Sin embargo, en la Andalucía aún muy pobre y sin caminos de aquellos años, todavía no se veían ese tipo de mansiones, que sí se veían en las sierras que rodean Hollywood, en California. De hecho, la combinación del paisaje serrano con las mansiones de Dourge se adelantaba en el tiempo a las casonas que, algunas décadas más tarde, muchos ricos de Europa construirían en las costas andaluzas, importando el neoandaluz californiano a dichas tierra con el fin de recrear esos paisajes estadounidenses y atraer el turismo. Fenómeno que se ha dado a largo de la llamada Milla de Oro de Marbella (que va desde Marbella hasta Puerto Banús, en Andalucía), una zona que actualmente se encuentra tan extendida que en cambio se habla del llamado Triángulo de Oro de la Costa del Sol (el resultante de unir los puntos imaginarios ubicados en Marbella, Benahavís y Estepona).
En 1929, el ingeniero estadounidense radicado en Argentina Walter Hylton Scott, un activo militante del Partido Socialista que promocionaba la arquitectura moderna y despojada en el resto de sus revistas (las cuales fueron bastante populares entre los estudiantes de arquitectura y arquitectos de Argentina; el propio Scott dirigía la editorial Contémpora de Buenos Aires), comenzó la publicación de la revista «Casas y Jardines», destinada a un público mayor. Y desde 1936, su sección llamada «La casas de los artistas» fue uno de los tantos medios a través de los cuales se divulgaron estos estilos en el país, bajo la clasificación de «estilo californiano». La ambigüedad de dicho término respondía a que la divulgación de estos estilos españoles por parte de Scott no se debía en realidad a ningún interés identitario, sino que vio en ellos la oportunidad práctica de poner de moda una estética entre las capas más altas de la sociedad argentina, en tiempos en que estas contaban con gran liquidez y solían construir sus residencias dn estilo francés[cita requerida]. Asimismo, en dicha revista también se mostraba la producción de algunos arquitectos argentinos, que en varios casos combinaban características de las viviendas de California de manera aleatoria. Estas publicaciones hacían un gran hincapié en que la vivienda fuera barata. 
En 1930, se fundó el club de campo y barrio privado Tortugas Country Club en la localidad bonaerense de Tortuguitas, con todas sus construcciones en estilo neoandaluz californiano. Allí, el arquitecto argentino Carlos Malbranche diseñó las construcciones de uso común y también las primeras viviendas, todas en el estilo sencillo y romántico que promocionaban los arquitectos estadounidenses Richard Requa y Lilian Jeannette Rice. La continuidad de estilo entre los edificios comunes y las viviendas reforzaba la idea de comunidad. Se trataba de familias que ya tenían sus refinadas residencias en Buenos Aires y deseaban ocupar estas casitas sencillas durante el fin de semana para no tener que ir y venir cuando jugaban al polo. Sólo el paso de las décadas hizo que todas estas viviendas fundacionales —que hoy serían patrimoniales— terminaran siendo demolidas para ser reemplazadas por casas pretenciosas, ya totalmente a tono con la realidad arquitectónica de otros barrios cerrados del país.
En la década de 1930 el chalet de los suburbios era el estilo favorito de la clase media y la clase alta, para las casas de fin de semana y los balnearios.
El modelo emblemático es el barrio de suboficiales Sargento Cabral, en Campo de Mayo, construido durante la gestión del ministro Juan Pistarini al frente del Ministerio de Obras Públicas.

### Impulso estatal
En 1934, el gobierno del Presidente Agustín Pedro Justo
Durante la década del 40 el gobierno de Farrell adoptó el estilo para obras estatales así se proyectó el barrio de suboficiales Comandante Luis Piedra Buena dentro de la Base Naval Puerto Belgrano, para la construcción del barrio de suboficiales Sargento Cabral. En esta etapa nuevas vanguardias encabezadas por los arquitectos: Alberto Prebisch, Fermín Bereterbide y Carlos Muzio), ubicado en la localidad bonaerense de Campo de Mayo. Dichas viviendas fueron proyectadas por la llamada Comisión Nacional de Casas Baratas y llegaron a publicarse en Estados Unidos (The Architectural Record, sept. 1937, p. 30-31). 
A esas obras siguieron otras, y eventualmente este modelo se consagró masivamente en la práctica de constructores y desarrolladores de los años siguientes, encarnando el ideal de la vivienda suburbana. En Argentina se optó por la planta compacta de la vivienda.
En esa misma década, el arquitecto Ángel Guido, parte del movimiento de hispanistas  llegó a escribir su teoría llamada «Reargentinización Edilicia por el Urbanismo» con el fin de que las ciudades de Salta y Tucumán (y de ser posible, todas las demás también) hicieran obligatoria la construcción en estilo neocolonial español o incluso californiano con el fin de dotar a las ciudades del norte de un estilo propio que las diferencie de otros estilos urbanísticos. Estas normativas significaron en Salta la construcción de sectores muy homogéneos de arquitectura tipo californiana, en especial en los suburbios que comenzaban a consolidarse. Ordenanzas similares se proclamaron en la ciudad de Tucumán en las que se establecía la obligatoriedad de construir en estilo californiano en determinados lugares de la ciudad. En la Provincia de Tucumán durante los años 40 y 50 se llevó a cabo una vasta obra pública se llevó a cabo siguiendo expresamente los lineamientos del estilo californiano, como por ejemplo las construcciones dentro del Parque Avellaneda.
La variante californiana fue muy empleada también en los barrios desarrollados para empleados públicos. Durante su gobierno se creó la Dirección Provincial de Vialidad que adhirió a la Ley Nacional Vial y también la Dirección Provincial de Turismo y con el surgimiento del turismo social durante el peronismo, que en conjunto promovieron el desarrollo de parajes montañosos como San Javier y Tafí del Valle, lugares de descanso de fin de semana o veraneo cuyas principales obras de infraestructura, confiterías, hoteles, etc. de su tiempo se realizaron en estilo californiano (por ejemplo, la Primera Confitería de San Javier, reinaugurada en 2022) lo cual incentivó su realización en la arquitectura doméstica. En 1939 la intendencia de la ciudad de Tucumán contrató al arq. hispanista Ángel Guido para la realización del «Plan Regulador de Tucumán». En consecuencia, a partir de 1941 solo se permitió la construcción en estilos neocolonial español, vasco y californiano en varias arterias residenciales de la ciudad. Como continuación de la política de Campero, el gobernador radical Miguel Critto (1938-43) realizó, por ejemplo, el Barrio Jardín Juan B. Alberdi para obreros y empleados, que empleó el tipo californiano.[cita requerida] De esta época datan también numerosas viviendas particulares correspondientes a dichos estilos a lo largo de la avenida Mate de Luna.
En la ciudad Salta, desde que en 1922 el arquitecto alemán Johannes Kronfuss realizó la primera obra neocolonial de la ciudad (la casa de Luis Patrón Costas), la vivienda hispanizante tuvo un importante desarrollo en toda la provincia homónima. En la década de 1930, desde el gobierno provincial  se emprendió un «Plan de Fomento de la Arquitectura Colonial» (pese a que el período colonial había culminado hacía más de un siglo y, a partir de entonces, la arquitectura que se desarrollara en ese estilo, solo podía ser neocolonial, y como tal, un producto republicano). Pero fue a partir del plan rector del arq. hispanista Guido que tanto el estilo neocolonial como la versión californiana del estilo se convirtieron en un signo identitario para toda la provincia. Sin embargo, con las meras excepciones de unas pocas construcciones humildes de la última etapa colonial, la arquitectura tipo hispana de Salta, al igual que la de California, . A partir de allí, muchas construcciones de Salta que eran de cualquier otro estilo fueron intensamente modificadas para que parezcan coloniales. El palacio arzobispal de Salta, que databa de 1896 y era de estilo neogótico, fue totalmente modificado entre 1934 y 1936 por el ingeniero Roque Palazzo para darle un aspecto colonial español. El que fuera el edificio del Club 20 de Febrero (actual Centro Cultural América, cito en Mitre 23), que data de 1915 y cuyo estilo corresponde al academicismo francés. En lo que respecta a la difusión de la vivienda tipo californiana, el arquitecto español canario Fernando Lecuona de Prat desarrolló más de cien viviendas de ese estilo en Salta, contribuyendo a su acrecentamiento. La introducción de los rasgos californianos en la obra pública fue interpretada como una actualización del lenguaje neocolonial de ya larga data en la provincia (pese a que técnicamente era estilo andaluz vernáculo y, por lo tanto, muy antiguo). Su carencia de ornamentación se asoció a una imagen un poco más moderna, lo que permitía sostener un lenguaje cargado de connotaciones «nacionalistas», tan apreciadas por la sociedad salteña, a la vez que brindar una imagen acorde con los tiempos (moda californiana).
En 1936, con el fin de impulsar el turismo, el gobierno de la Provincia de Mendoza, entonces liderado por el conservador Guillermo G. Cano, creó la Dirección Provincial de Turismo y otorgó varios estímulos a la inversión privada. Continuando con esa iniciativa, su sucesor del mismo partido político, Rodolfo Corominas Segura, comenzó a construir diversos edificios en estilo neoandaluz californiano en Mendoza para recibir visitantes, como la Hostería del Dique Cipolletti (actualmente Patrimonio arquitectónico y cultural de la Provincia de Mendoza), enclavada en el parque contiguo al dique de Luján, 20 km al sur de la capital provincial, o el Gran Hotel Potrerillos, también diseñado en estilo neoandaluz californiano por el arq. Arturo Jorge Civit, y los dio en concesión. Este último hotel fue inaugurado en 1942 y se ubica precisamente en la localidad de Potrerillos, a 13 km de las termas de Cacheuta, 58 km al oeste de la ciudad de Mendoza. El mismo arquitecto también estuvo a cargo del pequeño centro cívico cercano y del resto de las obras, ya que fue el titular de la Dirección Provincial de Arquitectura durante los gobiernos de Cano, Corominas Segura y el sucesor Adolfo Vicchi. En dicha etapa se construyeron casi todas las obras más importantes de Mendoza. El gobernador Corominas Segura también hizo construir la municipalidad de la localidad mendocina de San Martín y el edificio de la ex Caja de Jubilaciones de la ciudad de Mendoza cito en Rivadavia y Patricias Mendocinas, ambos en estilo neocolonial español y neomisión, y la parroquia Nuestra Señora del Perpetuo Socorro ubicada en Chacras de Coria en estilo neomisión, entre muchas otras obras.
En la década de 1940 el chalet de los suburbios era el estilo favorito de la clase media y la clase alta, para las casas de fin de semana y los balnearios.En 1943 Arturo Rawson @a través Comisión Nacional de Casas Baratas de Argentina —la cual ya llevaba una década construyendo en la versión californiana del estilo neocolonial español— integrándose a la Secretaría de Trabajo y Previsión. Y al frente de esa misma secretaría a cargo Juan Domingo Perón. Allí, Perón tomó un contacto mayor con dicho estilo arquitectónico, a partir de allí adquirió nueva relevancia al ser un estilo más adaptado al clima de la región norte y central de la Argentina, mientras que en el sur se seguiría impulsando el estilo normando y alpino. Con el lanzamiento del primer plan quinquenal se llevaría a cabo la construcción de un millón de casas, siendo el estilo mayormente optado para las mismas el chalet de tipo californiano.
Tres años más tarde, en 1946,tras las elecciones nacionales Perón asumió como Presidente, popularizado el estilo chalet californiano para los programas de vivienda social, como un modo de ofrecer un estilo aspiracional, al mismo tiempo con la rápida industrialización del país cientos de miles de personas del Interior del país se instalaron en los suburbios de las grandes ciudades del Litoral, y la región central construyendo
Suburbios para la clase media que eligieron levantar sus casas con el estilo mar del plata o chalet californiano.

Además, en aquel entonces, los arquitectos e intelectuales presentaban  nacionalistas proponían el desarrollo del estilo neocolonial. Al mismo tiempo, los planes de vivienda de barrios de monoblocks al estilo de la Unión Soviética[cita requerida] que había impulsado su gobierno, como por ejemplo el Barrio Manuel Dorrego (1947-1949), o el Barrio 17 de Octubre (1949-1950) de la Ciudad de Buenos Aires, cumplían su objetivo de radicar aún más personas del interior en la capital de Argentina, pero no eran del gusto de sus beneficiarios. 
En 1947, por decreto 33221, Perón expropió tierras en el Partido de La Matanza, en el extrarradio de la capital del país. El fin era que se construyera otro barrio social más en la órbita de la capital argentina, de unas 15 mil viviendas en una primera etapa, también destinado a dar vivienda asequible Gran Buenos Aires a miles de  personas del interior del país que llegaban a la ciudad en pleno proceso de industrialización nacional.
En 1951 se inaugura el Barrio Rawson que combinaba el estilo chalet California con el diseño de ciudad jardin. Según su diseño las principales y calles terminarían en rotondas para así todas las viviendas sus frentes darían a la rotonda y sus fondos divididos solo con pequeños cercos y cada casa con árboles frutales de distintas estaciones
Los proyectistas le presentaron a Eva Duarte diseños de viviendas de estilo racionalista, ella los desechó por considerarlos poco humanos y en cambio optó por los diseños californianos, afirmando que la gente obrera quería vivir en casas como las que veía en las películas estadounidenses. El barrio, cuyo diseño también retoma muchos conceptos de la ciudad jardín inglesa del urbanista Ebenezer Howard, se llamó Ciudad Evita y fue inaugurado en 1953. Hasta 1963 fue administrado por el Banco Hipotecario Nacional.
Cabe aclarar que las clases altas  levantaban sus casas siempre alejadas, en los suburbios. Por eso, algunos autores han señalado la paradoja de que, mientras esta arquitectura era proyectada por el Estado como un mejoramiento de la vida rural, al expropiar tierras para desarrollarla dentro de la ciudad, se generó un movimiento de tendencia opuesta: la «ruralización» de la ciudad.<ref>Riera, Miguel Ángel (2015). «Ciudad, memoria, vivienda social. Las transformaciones del barrio «Evita» de la ciudad de Corrientes (Argentina)». ARQUISUR Revista, p. 96.</ref>
En el mismo período, el gobierno también inauguró ciemtos complejos, como la Unidad Turística Embalse o la Unidad Turística Chapadmalal, aunque del estilo californiano solo retuvieron las paredes blancas y las tejas de terracota. 
En tanto, desde el Ministerio de Salud se ordenó construir expresamente en estilo neocolonial o californiano. La resoluciones n.º 5127 del 26 de noviembre de 1947 y la n.º 15483 del 18 de febrero de 1949, entre varias otras publicadas por el ministro de salud Ramón Carrillo para «Ciudades Hospitales y Centros Sanitarios», determinan: «Adóptase el sistema monobloque y el estilo colonial español o americano colonial para su construcción». En otro artículo ordena «adoptar el estilo colonial o americano colonial para dichas construcciones, estilo que sufrirá las simplificaciones y la modernización necesaria para dar un máximo de sobriedad a la línea arquitectónica de aquellas». El ministro Carrillo incluyo cierto margen de divergencia estaba contemplado en el artículo 5.º: «los señores arquitectos tendrán en cuenta estas directivas generales, pudiendo en cada caso sugerir todas las reformas o los cambios de estilo que conviniera adoptar». Además: «En los centros sanitarios podrá adoptarse también el sistema de recobas (sic), si ello cuadra al estilo español o al colonial americano». 
Ejemplos de esto son los centros sanitarios de Catamarca, Salta y Corrientes proyectados por el arq. Mario Roberto Álvarez, acérrimo adherente a la arquitectura moderna y muy opuesto a los estilos tradicionales, estas importantes obras estatales (en algún caso junto a Macedonio Oscar Ruiz), se combinaron con técnicas más modernas con tejas arriba, poniendo especial cuidado en que la pendiente del techo fuera lo suficientemente baja como para que las tejas no fueran visibles desde la calle. 
En la década de 1950 la Universidad Nacional de Tucumán construyó la sede de la Facultad de Educación Física, un edificio recuerda a la versión californiana del estilo. La única diferencia entre dicho complejo y las construcciones de California se encuentra en el estado de mantenimiento de las fachadas y las instalaciones, además del de las tejas y las zonas ajardinadas. El encalado o repintado de blanco, tanto en California como en Andalucía, no se hace solo cuando se construye la obra ni tampoco década por medio, sino todos los años. Asimismo, el desarrollo de un espeso manto biológico y de esmog sobre las tejas, que a lo largo de las décadas crea una pátina que hace que estas terminen viéndose grises o negruzcas, debe ser limpiado para que la obra recupere sus colores vívidos. 
En la ciudad de Mar del Plata, entre 1930 y 1950, las características del chalet californiano se combinaron fuertemente con las de los chalets vascofranceses de Biarritz y el neonormando, dentro de los parámetros de la escuela pintoresca o pintoresquista local de principios del siglo XX, generando así un nuevo estilo: el estilo Mar del Plata. El mismo se caracterizó por emplear con esmero la piedra natural del lugar (coincidentemente, de aspecto muy similar a la pierre de Bidache utilizada en Biarritz), haciéndola parecer piedra estructural, sumado al empleo de la madera en algunos casos, vista también como parte estructural. Esta estética de montaña es coherente con la naturaleza de la ciudad (Sistema de Tandilia) y con sus vistosas costas acantiladas. Así, las viviendas de estilo Mar del Plata se esparcieron por todos los principales barrios de esa ciudad, incluso llegando a otras localidades del país. 

### Décadas posteriores
La estética básica o simplificada de estas casas sociales, muchos propietarios tendieron a personalizar sus fachadas para hacerlas menos simples, en lugar de agregarles otros detalles sobre la base de su estilo específico (herrería, azulejos, etc.), en muchos casos, las fueron revistiendo con materiales al azar (ladrillos de cerámica, piedras decorativas, piedras lajas, o bien piedras de ortocuarcita, techos con distintos planos, porches, aleros prominentes y canteros para homologarlo con el «estilo Mar del Plata», etc.).  —[. Esto hizo que los propietarios debieran instalar rejas en sus ventanas y a menudo también rejas altas que cerraran su jardín delantero (donde antes solo había un cerco bajo, mucho más invitante). Esta creciente necesidad de protegerse de la alta tasa de delincuentes libres . Por otra parte, en dicho estado nunca se perdió la consciencia del estilo, dado que allí nunca fue llamado chalet californiano sino estilo neocolonial español. -->
Así, a lo largo de las décadas subsiguientes, tanto las versiones simplificadas del chalet californiano que se habían construido en el país, como el estilo Mar del Plata y las versiones de «chalet californiano» fueron tomadas como una base para desarrollar diversas variantes argentinas de chalets, lo que produjo ejemplares híbridos o eclécticos muy típicos del país. Por ejemplo, al aumentar aún más la pendiente de sus techos (como en el norte de Europa) junto al cambio de tejas árabes o mixtas por tejas de estilo francés (también llamada marsellesas o alicantinas), o al dejar todo el ladrillo visto, o al revestir las fachadas o parte de ellas con piedras nacionales o mármoles (pero ya sin el esmero de hacer que el revestimiento de piedra simule ser piedra estructural, como sí se daba en los casos antiguos, por ejemplo en el noreste de España), etc.

#### Barrios privados
Además del club de campo Tortugas Country Club fundado en 1930 en la localidad de Tortuguitas, Provincia de Buenos Aires, con construcciones de indudable carácter neocolonial español en su variante californiana (las primeras, luego demolidas), la situación de los barrios privados no había avanzado mucho más en el país. Sin embargo, la situación de terror social desatada en los años del última dictadura impulsó el loteo de muchas estancias con el fin de convertirlas en barrios privados. 
En los años 90 se inauguraron varios barrios privados (sobre todo en las afueras de Buenos Aires), los que generalmente conservaron los llamados cascos de estancia —es decir, las construcciones centrales originales de la estancia— para utilizarlos como club houses, es decir, como las sedes del club social de cada barrio. Algunas de las residencias originales de estas estancias tienen un estilo neocolonial español, por lo que fue común que se utilizaran tejados con referencias neomisionales o californianas en la construcción de los pabellones de conserjes o garitas de seguridad ubicadas en las entradas a estos barrios. No obstante,  otras modas arquitectónicas habían ingresado al país.
En 1976, se fundó el barrio privado Aranjuez Country Club en Belén de Escobar, Provincia de Buenos Aires. Sus construcciones centrales retoman características del estilo neomisión y su agrupación, al estilo urbanesque, parece sugerir cierta atmósfera de pueblo del sur de España. [cita requerida]No obstante, la simplificación y estandarización de la arquitectura de su zona central hasta reducirla a su carácter meramente utilitario, termina con el carácter bucólico, y crea un efecto más similar al de los llamados «pueblos de colonización» de España, erigidos a mediados del siglo pasado (ver debajo). Aun así, casi todas las casas poseen tejas árabes, siguiendo la línea propuesta.
En 2015, el barrio privado La Providencia Resort & Country Club ubicado en Canning, Provincia de Buenos Aires, comenzó a promocionar su proyecto, el cual, se afirma, pretende recrear la atmósfera de un pueblo andaluz combinado  con arquitectura neoecléctica. Otras recreaciones de típicos pueblos andaluces realizadas, por ejemplo, por el artesano australiano Donald Gray (arquitecto autodidacta), autor de recreaciones tan creíbles como la urbanización La Virginia en cercanías de la ciudad española de Marbella, entre muchas otras. Precisamente, ese mismo año, Donald Gray fue galardonado en España con el Premio Rafael Manzano Martos a través de la Real Academia de Bellas Artes de San Fernando por sus recreaciones respetuosas.

## En España

### Obras públicas

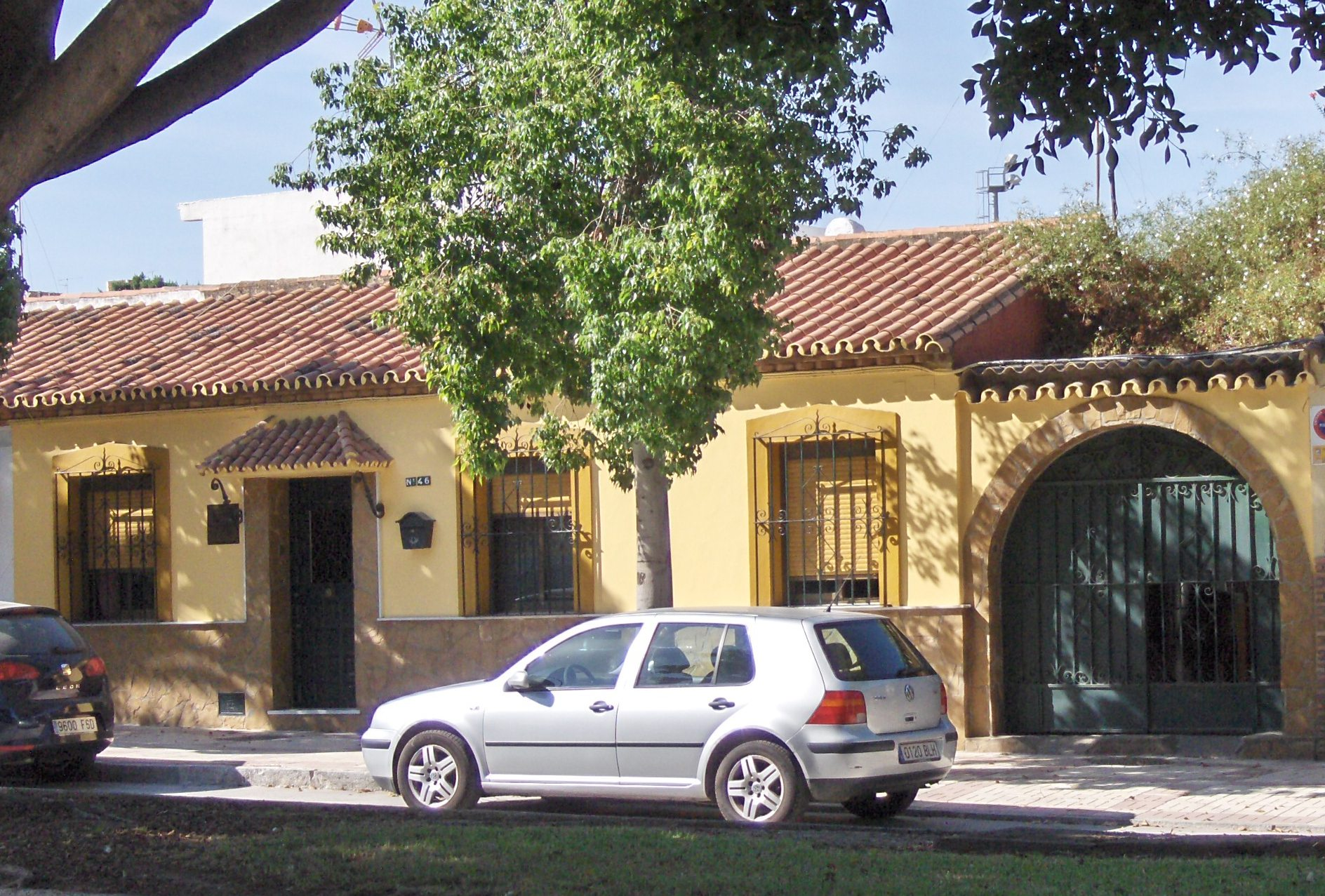
Ejemplo de vivienda social en Málaga, España, durante el llamado Primer franquismo. Si bien lo más típico siguen siendo las fachadas blanqueadas a la cal, en este caso fue repintada en otro color.

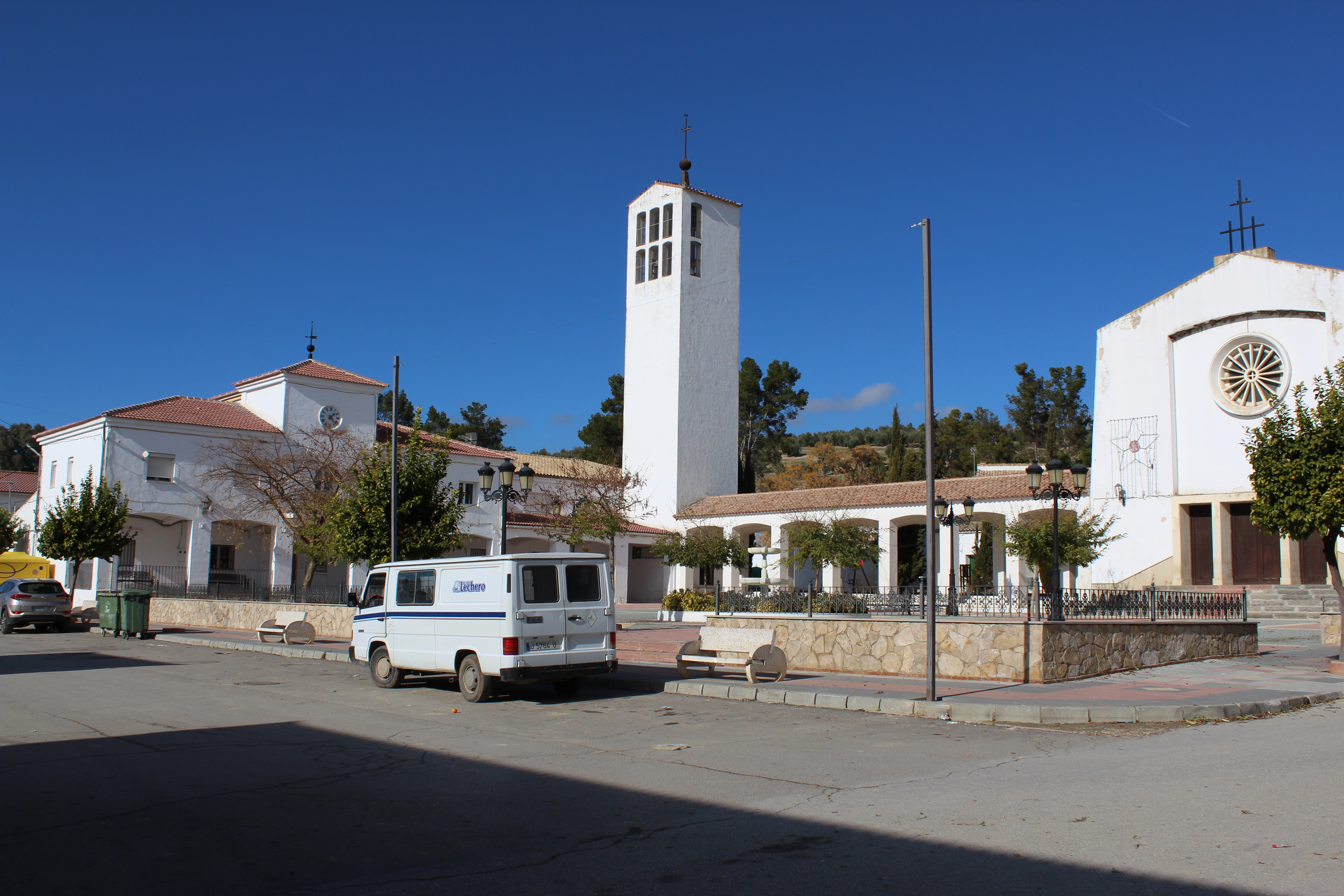
Campillo del Río, en la provincia de Jaén, España, es uno de los cientos de «pueblos de colonización» fundados a mediados del por el gobierno de ese país a través del Instituto Nacional de Colonización para evitar la generación de villas en la capital. En su centro cívico pueden verse conceptos californianos.

La vivienda social unifamiliar de paredes blancas y tejado no fue exclusiva de Argentina, sino que otros países también la han implementado. Sin embargo, fue en España donde el Estado desarrolló este tipo de vivienda social de una manera más extensa. [cita requerida]
Después de la Segunda Guerra Mundial, tanto Argentina como España sufrieron el éxodo rural de manera simultánea, es decir, la migración de los habitantes del campo hacia las ciudades. Ambos países tenían poblaciones similares. Para evitar el desarrollo de chabolas (villas miseria), prohibió nuevos asentamientos de desposeídos en Madrid y su extrarradio. Y simultáneamente, fundó más de 300 pueblos en el interior del país, facilitando a las familias viviendas y tierras para trabajar. La mayor parte de estos pueblos tenían viviendas inspiradas en los pueblos del sur de España, es decir, eran blancas y tenían techos de tejas. En el mismo período, el gobierno argentino favoreció la construcción de 500 mil viviendas. Para el año 1949 se construyeron 350.000 viviendas para obreros en toda la república. En el segundo Plan Quinquenal, hasta 1955, se llevaban construidas más de 150.000 anuales en sus mayoría estilo chalet californiano Junto a los monobloques ubicados en Juan Bautista Alberdi y Lacarra. Los departamentos del Barrio Curapaligue, los edificios gigantescos que bordean la Av. General Paz, el Camino de Cintura y la Autopista a Ezeiza. sd facilitó algunos créditos para familias de escasos recursos. De estas viviendas en Argentina, solo una ínfima minoría fueron «chalets californianos». La migración interna fue alentada hacía las ciudades recientemente industrializadas. El bajo volumen de vivienda social impulsado en Argentina fue el suficiente para generar un impacto propagandístico, pero no para solucionar el problema. En esa misma época de posguerra, el PBI de España era mucho más bajo que el de Argentina y ese país se encontraba sumido en la pobreza, al punto de que el racionamiento de comida debió extenderse hasta 1952, además de sufrir el aislamiento internacional liderado por Estados Unidos, por haber colaborado de manera activa con las potencias del Eje. El bajísimo presupuesto con que contaba España, sumado a la gran cantidad de proyectos de vivienda social que desarrolló —que obligaba a repartir los montos en fracciones aun más pequeñas—, determinó una dificultad mucho mayor para llevar toda esa obra a cabo que la que tuvo Argentina. Pero aun así, lo hizo. De esta manera, si la política aplicada en España sentó las bases para dar inicio a la época del llamado desarrollismo español, la política aplicada en Argentina multiplicó las villas miseria, acrecentó el desequilibrio demográfico del país al fomentar la concentración de la población en la capital y su conurbano.
Entre los cientos de «pueblos de colonización» fundados en el interior de España por el Instituto Nacional de Colonización se encuentran, por ejemplo, Consolación en la provincia de Ciudad Real, La Rinconada de Tajo en la provincia de Toledo, Talavera la Nueva en esa misma provincia, y Valrío en la provincia de Cáceres.
El mismo estilo también fue utilizado para construcciones relacionadas con los militares de España. Por ejemplo, el barrio militar de la zona sur de Madrid llamado colonia Arroyo Meaques (ubicado al noreste del barrio oficial llamado Campamento, a escasos metros de la estación de metro Colonia Jardín). Otro ejemplo de barrio militar con viviendas de estilo similar, cercano de aquel, es la colonia militar de Cuatro Vientos, ubicado frente a la estación de metro Cuatro Vientos. Otro barrio de similares características es el que se encuentra rodeado por las calles Gordolobo, Adonis, Meliloto y Nopalera. Por supuesto, en España estas casas no son referidas como «chalets californianos» ni como viviendas de estilo neocolonial español. Simplemente se dice de ellas que recuerdan a algún pueblo del sur de España. En su caso, se habla de arquitectura propia de Andalucía o, dicho de una manera más general, del Mediterráneo. 
En la ciudad de Málaga, el franquismo también desarrolló varios barrios sociales de este tipo. Por ejemplo, el barrio Carranque. Si bien se encuentra rodeado por construcciones más altas, dentro de él están ubicadas las viviendas unifamiliares de una sola planta con techos de tejas y jardines o patios delanteros, muy similares a las desarrolladas en Argentina.

### Adopción de los estilos neomisión y neoandaluz californiano para desarrollar la Costa del Sol

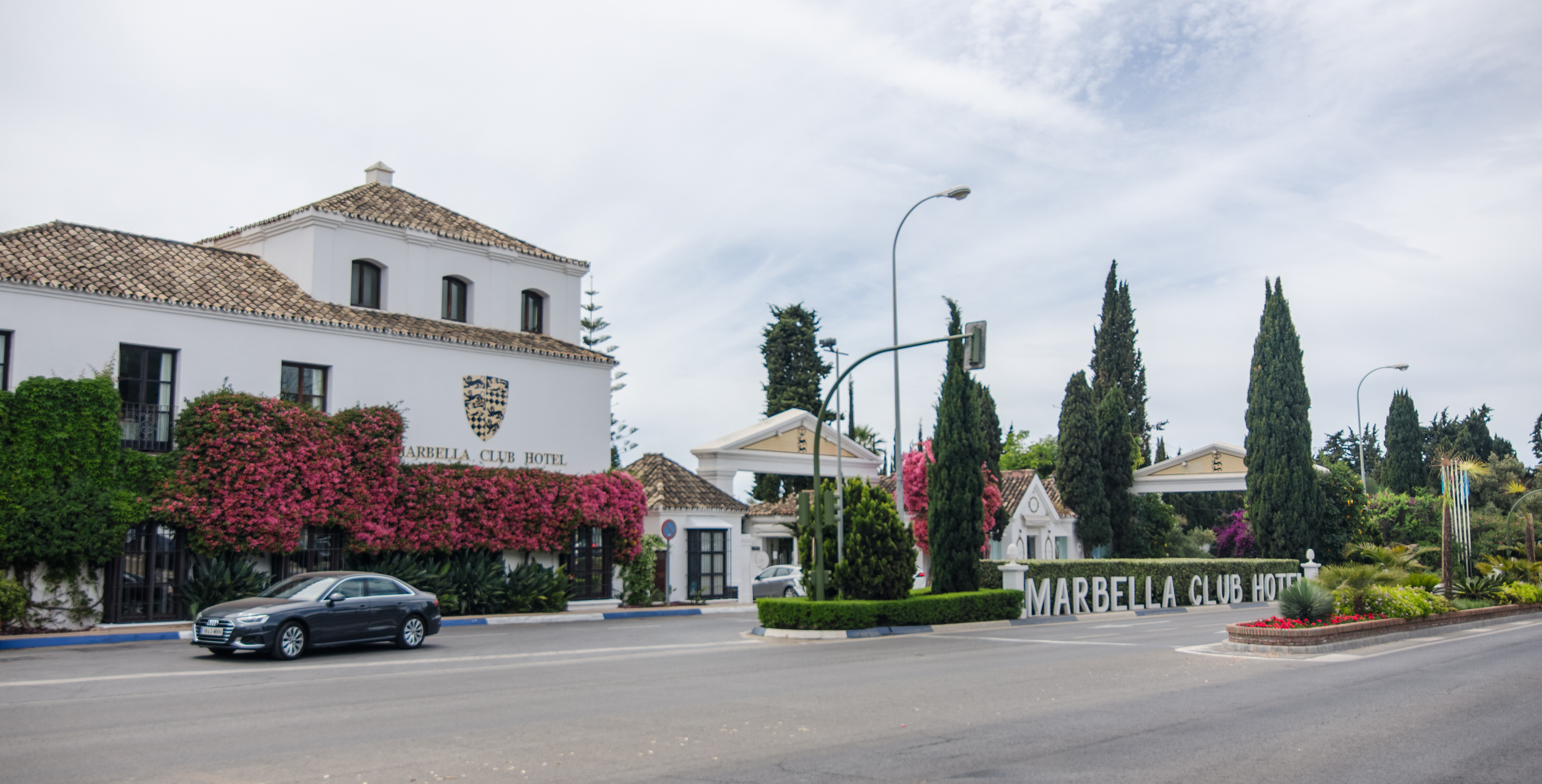
Marbella Club Hotel inaugurado en 1954 en estilo neomisión, municipio de Marbella, provincia de Málaga, comunidad autónoma de Andalucía, España.

Desde España, las reelaboraciones californianas en clave pintoresca tanto de la arquitectura vernácula andaluza como de la arquitectura colonial española en América fueron vistas con asombro y admiración. No obstante, durante muchos años, la mayoría de los arquitectos españoles se quedaron perplejos frente a todo lo que los arquitectos estadounidenses habían podido lograr a partir de un acotado repertorio decorativo, reinterpretándolo todo, resignificándolo, alterando la planta típica y transformando todo el conjunto, sumándole vistosidad, zonificación, utilidad, dinamismo y luz, entre otros. 
Por eso, no fue hasta la década de 1950 cuando toda esta moda fue importada a España con el fin de desarrollar el turismo en la Costa del Sol. La iniciativa fue del príncipe Alfonso de Hohenlohe-Langenburg, hijo español de un príncipe alemán de los Sudetes que se había radicado en España antes de que estallara la Segunda Guerra Mundial y finalmente el gobierno de Checoslovaquia terminara confiscando todos los bienes de los alemanes étnicos (Decretos de Beneš) y los expulsara de su tierra natal. Alfonso tenía dinero, era joven, conocía California y tenía contactos del más alto nivel. España sufría el bloqueo estadounidense y estaba en muy mala situación económica. Si bien Andalucía carecía de infraestructura básica, Alfonso no se rindió. Pensó que si el sur de California había tomado características de la arquitectura andaluza siendo uno de los argumentos que los paisajes y el clima se parecían, entonces ahora el sur de España podía explotar todo ese parecido con California para construir como en ese estado de Estados Unidos y atraer al turismo internacional. Así, a partir de la fundación del mítico hotel Marbella Club en estilo neomisión por iniciativa del príncipe Alfonso en 1954,[cita requerida] y su invitación a todos los ricos y famosos que él conocía, comenzó a desarrollarse lo que más tarde sería la Milla de Oro de Marbella, que se extiende desde el antiguo casco histórico del pueblo de Marbella hasta Puerto Banús, con una gran cantidad de urbanizaciones que llegan hasta las sierras. 
Dado su crecimiento a través de las décadas, el territorio urbanizado aumentó su superficie, por lo que más tarde comenzó a ser referido como el Triángulo de Oro, un lugar formado por la unión de puntos imaginarios ubicados en las localidades de Marbella, Benahavís y Estepona. Los deseos de sugestionar al turista recreando California en el sur de España han hecho que incluso los gobiernos introdujeran la flora de California, al decorar el espacio público con las altas palmeras Washingtonia de California y agaves o magueyes, entre otros. Los años pasaron y los estilos neoandaluz californiano y neomisión se extendieron por toda la costa mediterránea de España.

## Imágenes

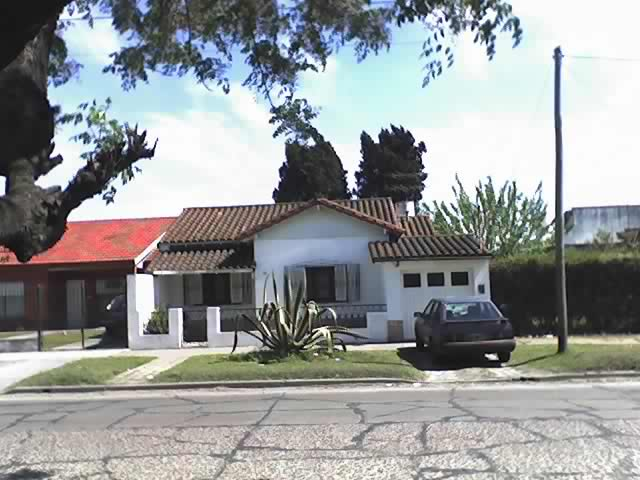
«Chalet californiano» en Argentina.
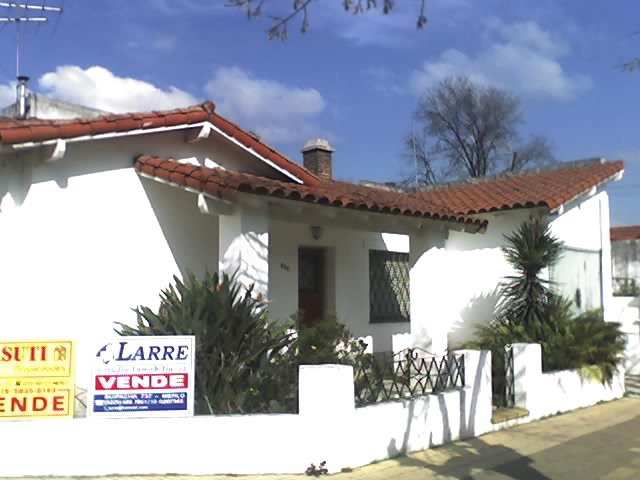
«Chalet californiano» en Argentina.
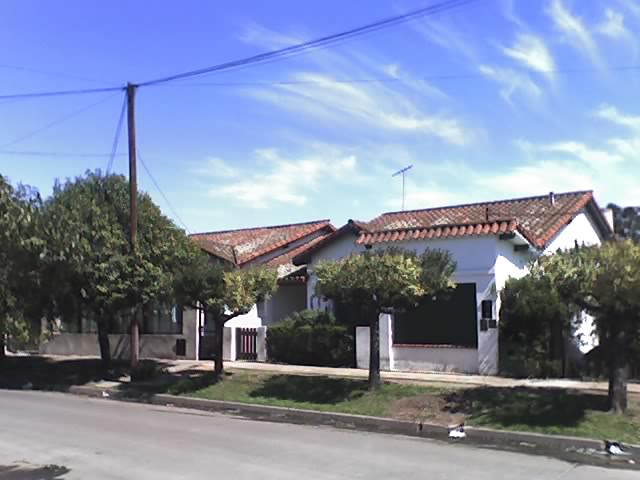
«Chalet californiano» en Argentina.
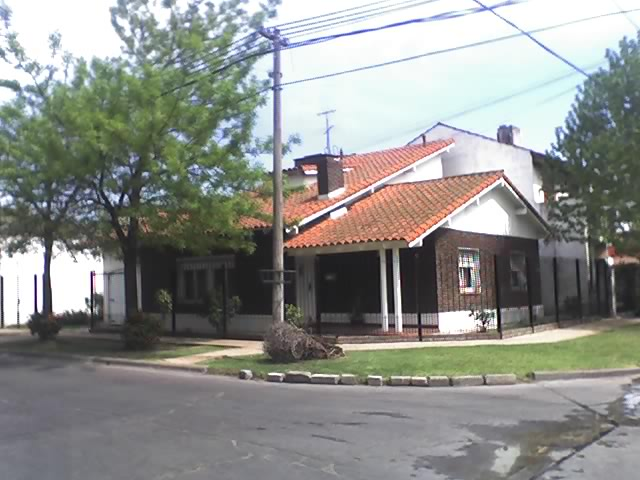
«Chalet californiano» en Argentina.